# Chiautempan
Chiautempan, frecuentemente llamada Santa Ana Chiautempan o simplemente Santa Ana, es una ciudad mexicana, cabecera municipal y principal ciudad del municipio homónimo, ubicada en el centro-sur del estado de Tlaxcala. Es la tercera ciudad más poblada del estado, con una población de 53 373 habitantes, solamente superada por San Pablo del Monte y Huamantla.
Chiautempan estuvo poblada por la civilización teochichimeca en sus inicios, provenientes de Chicomostoc, quienes descendían de los Llanos de Poyahuatlán, habitada durante los años 900 a 1100. La ciudad brotó a la vida social durante la fase Texcalac, fortaleciéndose como uno de los veintiún señoríos de la República de Tlaxcala hasta la llegada del imperio español, en este periodo la zona era un centro ceremonial donde se veneraba a la diosa Toci, llamada «nuestra abuela».
En 1524, arribaron los primeros franciscanos comandados por Fray Martín de Valencia, quienes fundaron el templo de la ermita en 1525, la cual fue la primera construcción católica en Chiautempan, instaurando ahí la imagen de la Señora de Santa Ana. En los cimientos del teocalli dedicado a Toci, fue asentado el Convento de Nuestra Señora de los Ángeles, entre 1566 y 1567.
El 1 de junio de 1869, Benito Juárez llegó a la ciudad para inaugurar el ferrocarril de la ruta Santa-Ana-Puebla. A principios del siglo XX surgió la industria textilera, concentrando las primeras fábricas de este tipo en la región. El 20 de febrero de 1915, la capital del estado fue desplazada a Chiautempan por tres años, ya que la ciudad de Tlaxcala era constantemente atacada por revolucionarios.
Ezequiel M. Gracia organizó la primera exposición regional, agrícola, ganadera, industrial y cultural de Chiautempan en 1942. El pueblo fue elevado a ciudad por el decreto número 100 del 14 de diciembre de 1949 instituido por el congreso del estado.
Chiautempan se encuentra en la región del volcán La Malinche, en la altiplanicie central mexicana a una altitud de 2 280 metros sobre el nivel del mar, Se encuentra a 6 km de la ciudad de Tlaxcala, a 34 km de la ciudad de Puebla, a 126 km de la Ciudad de México y a 276 km del puerto de Veracruz. Forma parte de la zona metropolitana de Tlaxcala-Apizaco, la cual contaba en 2010 con una población de 501 655 habitantes, siendo la trigésimo primera área metropolitana más grande de México.

## Toponimia
Chiautempan deriva del náhuatl chiawtenpan, que proviene de los vocablos kwechiawi, ‘mojado, húmedo’, tentli, ‘orilla’, y pan, ‘en la’, por lo que significa ‘A la orilla del humedal’.

## Historia

### Época prehispánica

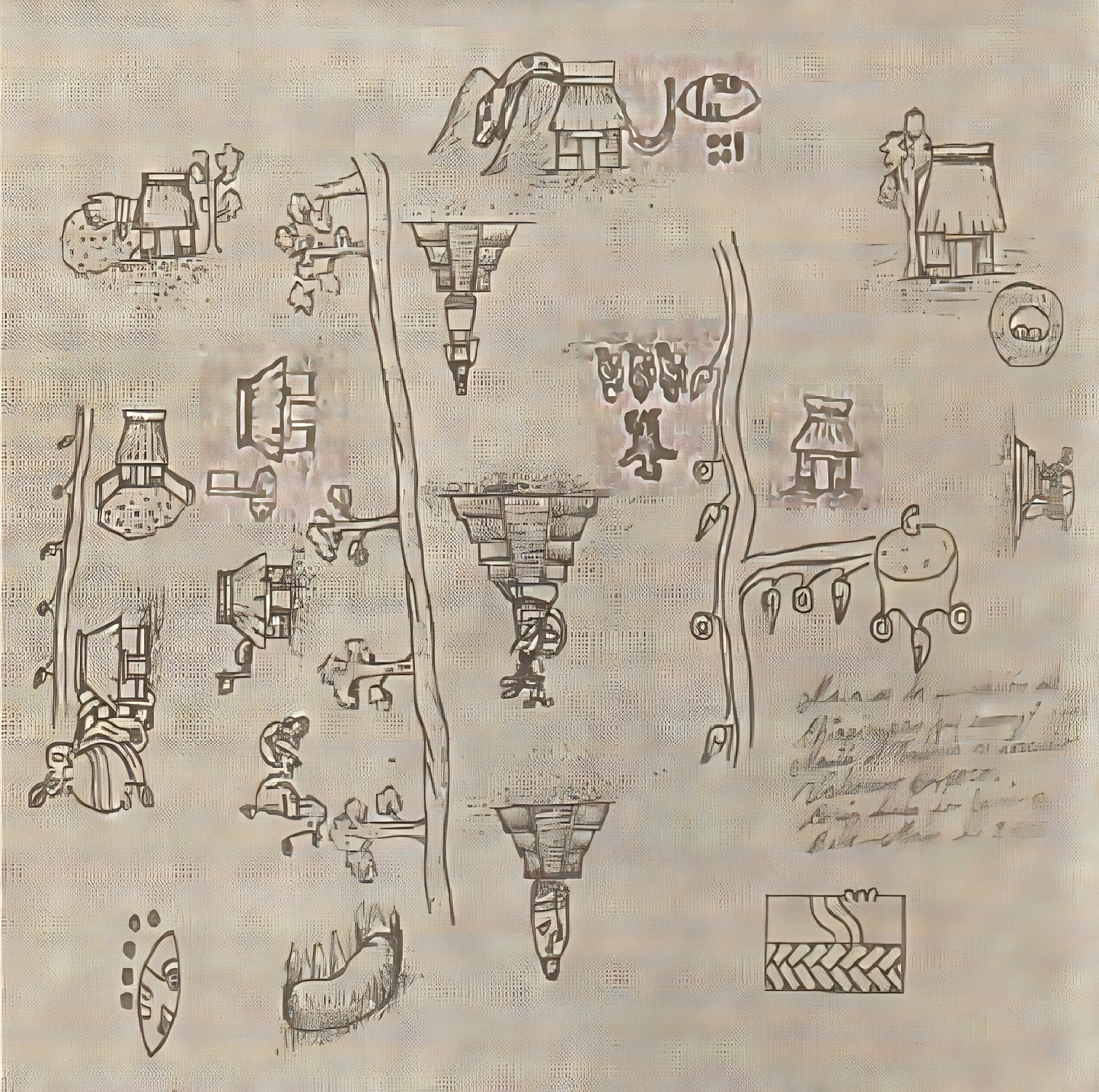
Mapa prehispánico hecho en 1557 por el tlacuilo chiautempense Valeriano Axoco a encargo de Fray Martín de Valencia en donde se muestra la ubicación de los teocallis y las poblaciones aledañas (barrios)

Para la fase Texcalac 900-1100, se asientan en Chiautempan los Olmecas-Xicalancas, en la porción ubicada al Sur del Atitlán y Río de los Negros, en la zona conocida como Teopanzolco. Estos primeros pobladores erigieron un Teocalli a su deidad Tonatiuh, se dedicaron al tejido y a la caza, su lengua era la pinome, y posteriormente fueron devastados en 1378 por las torrenciales lluvias que bajaban de la Matlalcueye dejando en ruinas su asentamiento y el Teocalli a su deidad. Los sobrevivientes a dicha devastación huyeron a Contlan e Ixcotlan (es por ello que los tejedores sobrevivientes, al encontrar asilo en Contlan, allí se asentaron y continuaron con la producción de textiles, siendo esta la razón por la cual Contla se autonombra incorrectamente la cuna del sarape, siendo que, desde un principio, Chiautempan fue la productora y creadora de este textil).

#### La veneración a Toci
En la memoria de Tecuicpanécatl, texto escrito en náhuatl, se habla sobre la fundación de Chiautempan, dice:

Corría el Año de Cinco Pedernal -1380- cuando comenzó a conocerse como asiento real Chiautempan, ya existe en el Mes del Barrimiento de Nuestra Abuela Toci
No pasó año en que convinieron los sacerdotes; en que comenzaron a reunirse para ver lo que conviene a la Cabeza Real, ya bajan a Nuestra Abuela Toci que se encuentra en su casa sagrada
Los sacerdotes ya cargan a Nuestra Abuela, las doncellas riegan flores. Ya viene nuestra abuela hacia acá al río, donde se hará su pueblo, aquí florecerá, prodigioso será

La Memoria del capitán Tezcacoatl Tecuhtli muestra la importancia de la veneración a dicha deidad por parte de los habitantes de la confederación de Tlaxcallan: Y en la segunda mitad del siglo XIV, año de cinco pedernales (1385), llegaron a Contlan los teochichimecas (tlaxcaltecas) procedentes del valle de Poyahutlán en busca de sus nuevas tierras que les había prometido Camaxtli. Llegaron encabezados por su caudillo Culhuatecutlicuanes y su gran sacerdote Teyohualminqui. En el año de Nueve Pedernal, dijo el señor, el gobernante, allá en Tlacatecpac: … Que vayan guerreros, los guerreros más diestros en las batallas, allá en el lugar de calles; en el lugar que se nombra allá Chiautempan, A la Orilla de la Ciénega […] Que siempre miren y cuiden el Templo de la Diosa Toci, Nuestra Abuela, allá en el Xolaltzinco, Lugar de Calles.
Estos dos documentos plasman una gran veneración a la diosa Toci, abuela de los dioses, señora de los partos, textiles, temazcales, de la salud e incluso emparentada con Tlazoltéotl, pues Toci, en su carácter de abuela de los dioses, también es una deidad de la fertilidad, al igual que la Tlazoltéotl mexica.

#### Fase Texcalac
Chiautempan es un lugar representativo de la cultura Texcalac y Tlaxcala, que se desarrolló desde 650 a 1519. Durante las fases Tezoquipan (400 a. C.-100 a. C.) y Tenanyecac (100-650), algunos sitios ya tenían ocupación humana, aunque la información sobre ellos aún no es muy precisa. Se cree que cuando los grupos teotihuacanos llegaron durante la fase Texcalac, la población de esos sitios fue absorbida por los nuevos pobladores. Hay diferentes fechas para la fundación de Chiautempan, pero arqueólogos y estudiosos sugieren que fue fundada por los teochichimecas en la segunda mitad de la fase Texcalac. La historia prehispánica de Tlaxcala tuvo su mayor esplendor cultural durante la fase Tezoquipan y se estancó durante el periodo Tenanyecac.

#### Fase Tlaxcala (1100-1521)
Durante la fase Tlaxcala (1100-1521), Chiautempan, que emergió en la fase Texcalac, se consolidó como uno de los 21 señoríos de la República de Tlaxcallan. Sin embargo, describir este señorío es desafiante debido a que las estructuras arquitectónicas y residenciales se encuentran enterradas bajo la actual ciudad de Chiautempan. Se intenta reconstruir este período a través de utensilios como metates, morteros, hachas, cuchillos, navajas y raspadores, utilizados por los pobladores primigenios.

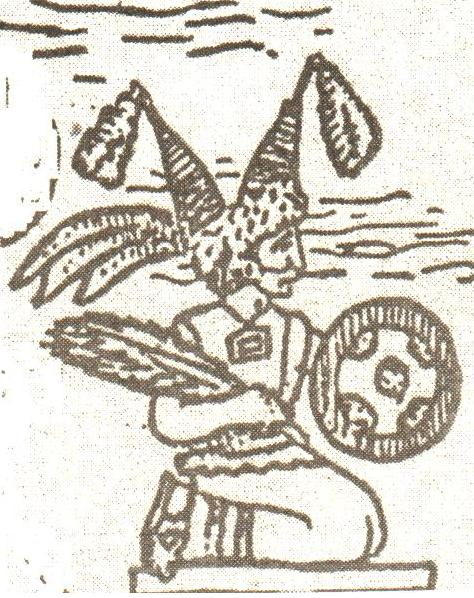
Imagen de la Diosa Toci, abuela de los Dioses, corazón de la tierra, diosa de los textiles y la salud. Una de las diosas madres, a veces igualada con Tlazolteotl. Su principal templo fue en Chiautempan, hoy sobre el Exconvento Franciscano

En agricultura, los tlaxcaltecas ya habían descubierto técnicas de temporal e irrigación en la fase Tezoquipan. Se observa un uso más intensivo de la tierra para una población en crecimiento, pero también se evidencia el abandono de algunas terrazas debido a la erosión causada por la tala excesiva de bosques.
Las necesidades alimenticias se complementaban con caza, recolección y un limitado intercambio comercial, afectado por el bloqueo comercial impuesto por los tenochcas.
La cerámica Tlaxcala, tanto monocroma como policroma, era utilizada en los hogares de Chiauhtempan. La decoración incluía desde formas geométricas hasta simbólicas y figuras zoomorfas.
Los adelantos más importantes en esta fase incluyen el desarrollo de la organización social, basada en la confederación de pequeños estados militares o agrupación de señoríos. Cada señorío tenía control sobre asuntos externos y se confederaban para repeler grupos arribeños y enemigos como Huejotzingo y Cholula, resistiendo el dominio creciente de Tenochtitlán.
Es probable que haya esculturas enterradas en Chiautempan, posiblemente dedicadas a deidades como Tláloc, Xochiquétzal, Camaxtli, Ehécatl y Xochipilli.
Aunque la religión había perdido importancia en fases anteriores, Chiautempan fue un centro ceremonial donde se veneraba a la diosa Toci, traducida como "nuestra abuela".
Además de Tepeticpac, otras cabeceras de señorío en esta fase incluyeron a Tepeyanco, Xipetzingo, Atlihuetzia y Chiautempan, pero no se conoce con certeza cuál coordinaba o lideraba a los demás, asumiendo que, por sus características, Tepeticpac marcaba pautas al inicio de esta fase

### Época Virreinal

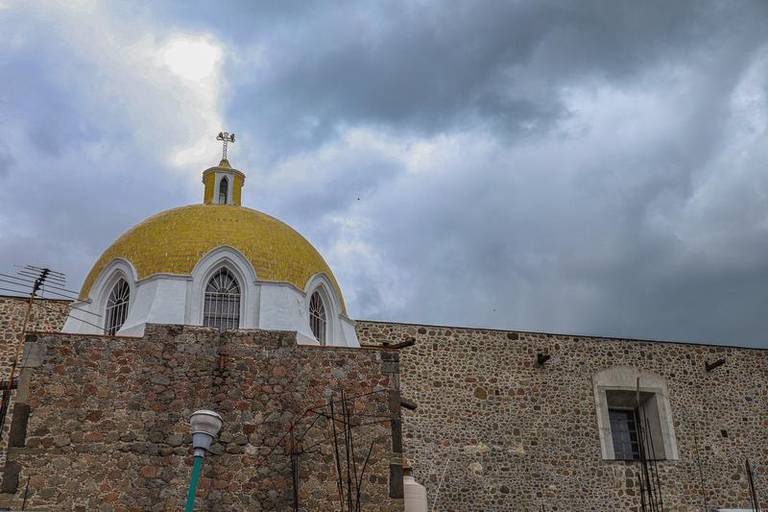
El Convento fue construido durante el sobre el Teocalli de Toci

Después de la época de la conquista, se designó a Chiautempan como cabecera de doctrina construyendo los franciscanos uno de los 11 conventos que se levantan en Tlaxcala entre 1526 y 1600. En 1524, Fray Martín de Valencia funda en Chiautempan el templo de la ermita; colocando ahí, la imagen de la señora Santa Ana. Posteriormente, con la intención de extirpar el paganismo, construye una iglesia sobre las ruinas donde se adoraba a Matlalcueye (Chalchiuhtlicue) y coloca ahí la imagen de San Bartolomé. Así, durante el siglo XVI, se erige un convento, el cual, a decir de Fray Bernardino de Sahagún fue erigido en el lugar en el que se llevaban a cabo los sacrificios a la deidad indígena Toci, abuela de los Dioses y patrona de los Textiles, quien, según la leyenda; día y noche mantiene su mirada hacia sus ríos: Atitlan o Chiautempan, y de los Negros, es entonces como se modifica la tradición textil de Chiautempan, la cual provenía desde la época prehispánica y fue modificada por los franciscanos en la evangelización, así es como se empieza a conocer a Chiautempan desde 1539 como «La Cuna del Sarape».
En síntesis, Chiautempan como parte del conjunto de señoríos y pueblos que habían sido de la antigua República de Tlaxcala, quedó integrada a una entidad político-administrativa denominada “Provincia de Tlaxcala”, una República de indios gobernada por el cabildo de su ciudad capital.
En 1560 se instalan en 23 pueblos lugartenientes del gobernador, que no proceden necesariamente de la nobleza indígena: Chiautempan es uno de estos pueblos. Paralelo a la organización político-administrativa, se erige y consolida la estructura eclesiástica, designándose a Chiautempan cabecera de doctrina construyendo los franciscanos uno de los 11 conventos que se levantan en Tlaxcala entre 1526 y 1600.
El señorío indígena de Chiautempan la República de Tlaxcala antes de la llegada de los españoles. Se menciona cómo Chiautempan perdió su jerarquía política debido a la exclusión de su líder, Tlahtoque, en el gobierno indígena. Se señala que la nobleza de otros barrios como Ocotelulco y Tizatlán tuvo más influencia en el cabildo, una forma de gobierno castellana que se combinó con las estructuras indígenas. A lo largo de los años, Chiautempan se integra en la "Provincia de Tlaxcala" bajo el dominio español y la influencia de la Iglesia católica.
También se menciona cómo los españoles obtuvieron tierras en Tlaxcala a pesar de las promesas de preservar las tierras indígenas. Se discute la expansión de la agricultura y la ganadería europeas en la región y cómo esto afectó a los indígenas. Además, se aborda el tema del intercambio comercial y la importancia del cacao en la economía local. Finalmente, se proporciona información sobre la estructura social y económica de Chiautempan en la época colonial.

### La independencia y El México Independiente

#### Transcurso del Movimiento Independentista
El movimiento de independencia en Chiautempan se desarrolló en una extrema inconformidad entre indígenas y españoles. Cabe mencionar que el 16 de septiembre de 1810 los habitantes asaltaron el templo parroquial de la misma población, matando al párroco de esta, el cual se encerró en la torre del templo y por la fuerza fue bajado, llevado a las afueras de la población y apuñalado.
La población de Chiautempan siguió con interés los acontecimientos del 16 de abril de 1821, cuando Nicolás Bravo tomó pacíficamente la ciudad de Tlaxcala, así como los que se sucedieron el 28 de agosto de ese año, cuando los pueblos de Tlaxcala exigieron la salida del gobernador realista Agustín González Campillo, sustituyéndolo en el cargo José María Ávalos, alcalde 1.º de la ciudad, consumándose de esa manera la independencia de la Provincia de Tlaxcala. Algunos habitantes se unieron a las filas de los insurgentes y demostraron valor en los combates.

#### Problemas post-independentistas en Chiautempan
1. Elección de Diputados Constituyentes: No se tiene información detallada sobre la participación de Chiautempan en la elección del Dr. José Miguel Guridi y Alcocer como diputado constituyente al Congreso que designó a Agustín de Iturbide como emperador de México.
2. Conflictos por Anexión a Puebla: Posteriormente, surgieron conflictos políticos relacionados con la posible anexión de Tlaxcala a Puebla. La diputación poblana y algunos personajes locales, como Antonio Díaz Varela, buscaron la anexión, mientras que el H. Ayuntamiento de Chiautempan y otras cabeceras se opusieron a ella.
3. Desafíos Económicos: Después de la independencia de México, hubo desafíos económicos en Chiautempan. La paralización de los centros mineros afectó la producción agrícola y las manufacturas, incluida la industria textil, que era importante en Chiautempan. La competencia de las importaciones de telas inglesas también perjudicó a los artesanos textiles locales.
4. Divergencias Políticas: Hubo divergencias políticas en Chiautempan, ya que algunos obrajeros locales se identificaban con los conservadores y abogaban por una política proteccionista y centralista, mientras que otros grupos liberales buscaban una política de libre comercio y desarrollo externo.
5. Sociedad Industrial en Tlaxcala: En 1832, se intentó establecer una sociedad industrial en Tlaxcala con el apoyo del Banco de Avío para importar maquinaria textil de los Estados Unidos, pero el proyecto no se concretó debido a la falta de fondos y al estallido de la guerra.
6. Cambios Políticos y Pérdida de Autonomía: En 1836, el régimen centralista puso fin a la autonomía de Tlaxcala, convirtiéndola en un distrito del Departamento de México y dividiéndola en tres partidos. Chiautempan perdió su estatus como cabecera de tenentiazgo y partido.
7. Participación en la Guerra contra Estados Unidos: Durante la guerra de 1847 entre México y Estados Unidos, algunos habitantes de Chiautempan podrían haber participado en la defensa de la patria, aunque no se detallan enfrentamientos específicos en la ciudad.
8. Lucha por la Autonomía: Durante la segunda República federal, se formó otro Congreso Constituyente, y la diputación poblana nuevamente buscó la anexión de Tlaxcala a Puebla. Sin embargo, Chiautempan y otras cabeceras se opusieron a esta propuesta y enviaron representaciones al Congreso Constituyente en defensa de la autonomía de Tlaxcala.
9. Mayor Autonomía para Tlaxcala: Finalmente, en 1849, el Congreso emitió una ley que otorgó mayor autonomía al territorio de Tlaxcala, allanando el camino para su eventual erección como estado libre y soberano de la Federación.

En resumen, el texto proporciona una visión de la participación y los desafíos históricos que enfrentó la población de Chiautempan en el contexto de la independencia de México y los cambios políticos y económicos que ocurrieron en la región durante ese período. También destaca la importancia de la unidad entre los tlaxcaltecas para preservar su autonomía política.

### La Reforma
Durante la Guerra de Reforma, el gobernador del estado, Guillermo Valle se adhiere al plan de Tacubaya, desconociendo la constitución de 1857 y su Orden en el Estado, pero, el General Liberal, Miguel Negrete, se pronuncia a favor de la Constitución y restablece el orden constitucional en Tlaxcala desde Chiautempan, donde amenaza la ciudad de Puebla. También, es en la guerra de Reforma cuando Chiautempan es declarada capital del estado por pequeño plazo; y es en este conflicto cuando Chiautempan pierde a uno de sus más destacados hombres: el liberal Antonio Toriz, quien al trabar combate en Tlacocalpan, es derrotado y asesinado.

#### Transcurso
En 1854, la dictadura de Santa Anna se volvió inaceptable para varios grupos políticos. Los conservadores, que habían apoyado su ascenso al poder, se opusieron al ambiente de agitación popular que había creado. Los moderados también se vieron afectados, ya que consideraban su régimen ilegal. Los liberales, la facción más radical, se oponían a sus ataques a las libertades civiles y políticas y a sus pretensiones monárquicas.
Con la elección del general Juan Álvarez como presidente interino de la República, se convocó a los ciudadanos a elegir diputados para el Congreso Constituyente. Tlaxcala eligió representantes, y la Constitución federal resultante declaró a Tlaxcala como un estado libre y soberano de la federación.
En 1857, Chiautempan fue nombrada la capital del estado brevemente. El 9 de junio de ese año, el licenciado Guillermo Valle fue elegido gobernador constitucional, lo que permitió la emisión de varios decretos y ordenamientos, incluyendo reformas a la instrucción pública en el estado.
El 1 de diciembre de 1857, Ignacio Comonfort asumió la Presidencia de la República. A mediados de ese mes, se dio a conocer el Plan de Tacubaya, que Comonfort respaldó dos días después. Tlaxcala apoyó este plan, y la ciudad de Huamantla se convirtió en la sede del gobierno estatal conservador.
La Guerra de Reforma comenzó en enero de 1858, y los patriotas tlaxcaltecas formaron guerrillas para combatir a las fuerzas conservadoras. A lo largo de tres años, hubo diversos eventos, incluida la muerte de Antonio Toriz, un destacado guerrillero liberal de Chiautempan.

### Porfiriato

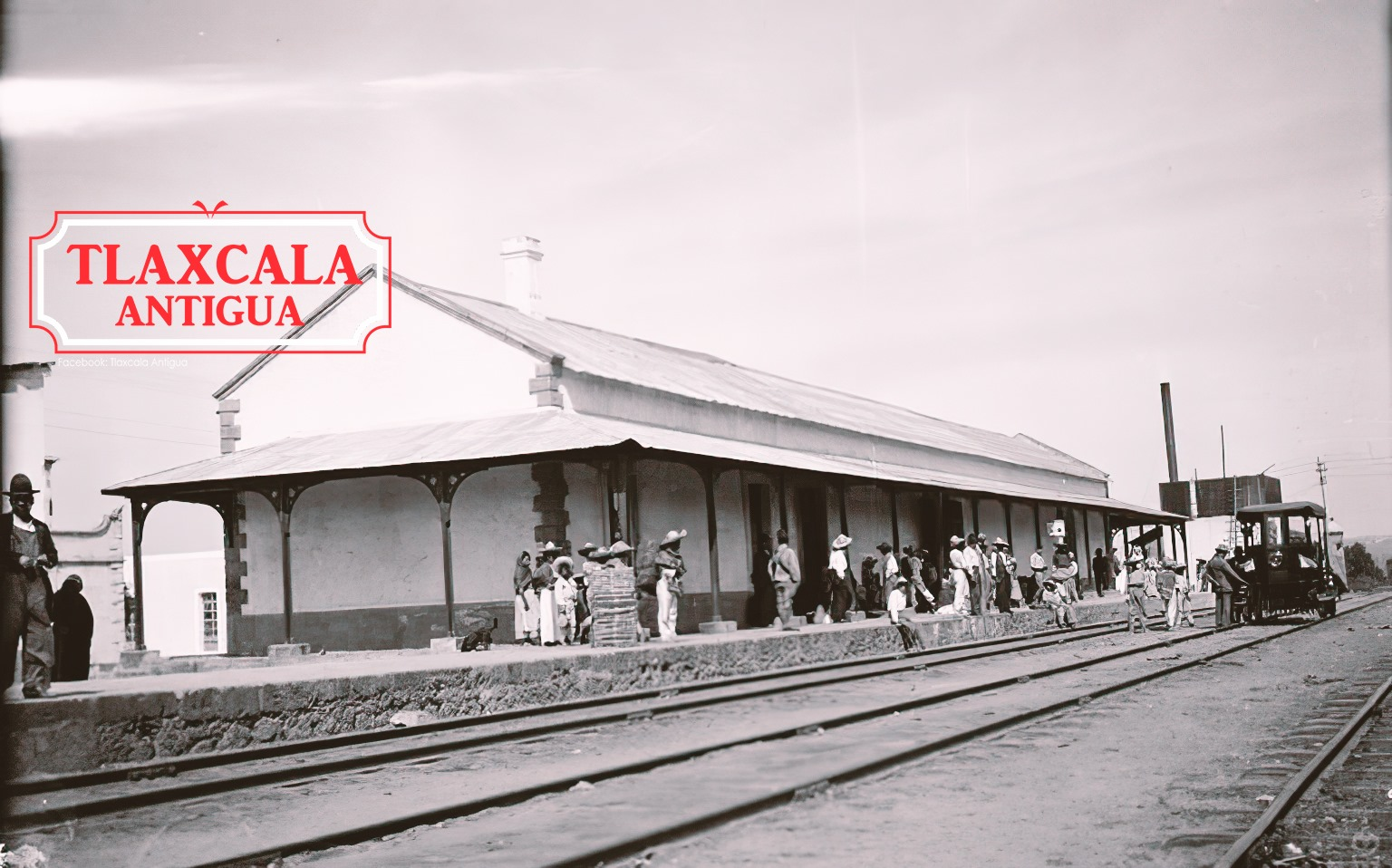
Antigua Estación ferrocarrilera de Chiautempan

Durante el Porfiriato, Chiautempan tuvo varios avances, tales como la apertura de fábricas, el panteón municipal, la inauguración del Palacio Municipal, la apertura del primer mercado cerrado para Chiautempan hacia 1906, el quiosco de la plazuela de la soledad, el jardín del quiosco, la capilla de Padre Jesús de 1899, el Templo de Guadalupe en 1910, el Templo Del Carmen de 1910 y el ferrocarril de mulitas, que fue inaugurado en 1882.

### Revolución mexicana

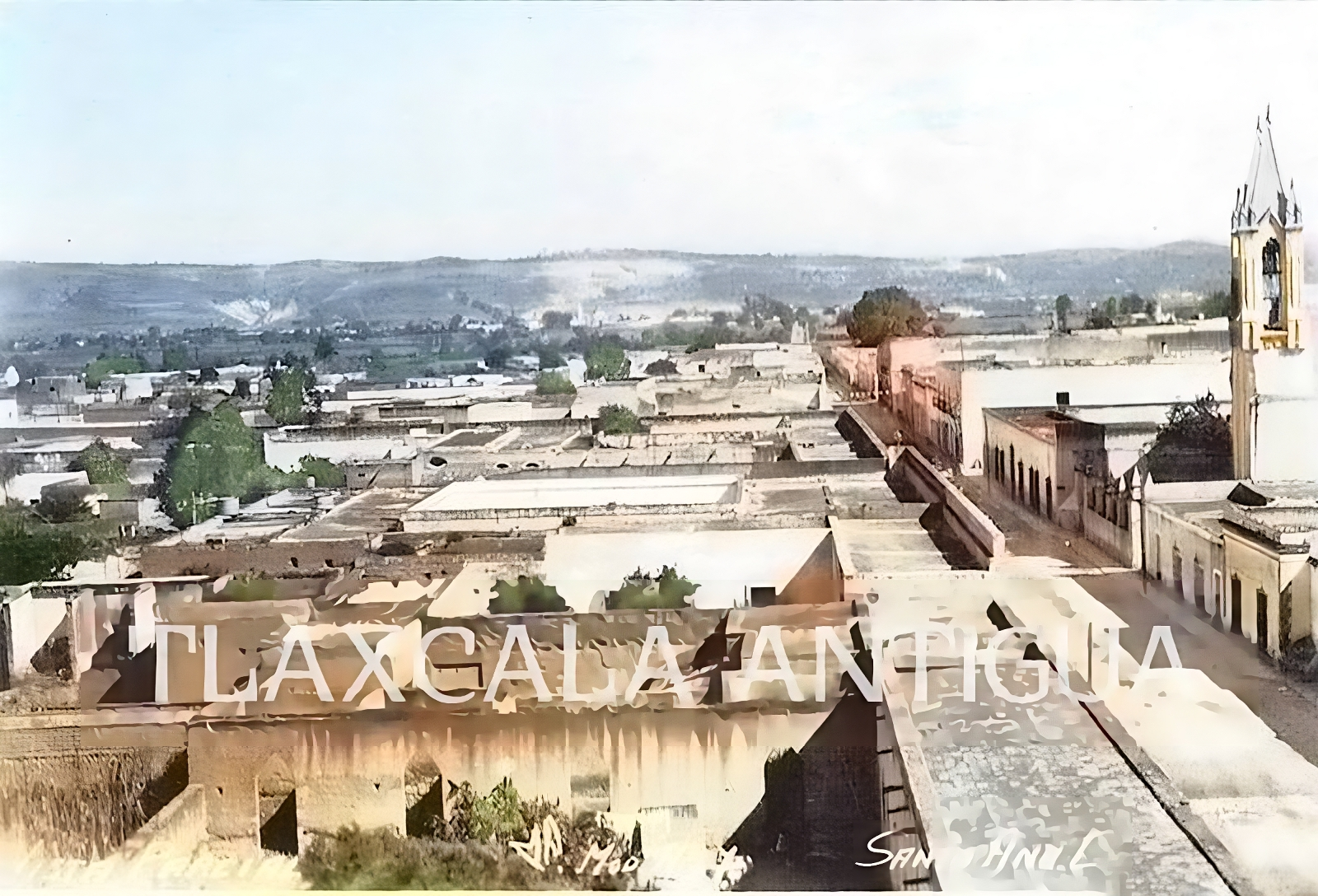
Foto antigua tomada hacia la avenida Ignacio Picazo

Durante la revolución, el 20 de febrero de 1915, Chiautempan es nombrada ciudad y después capital del estado por el general Máximo Rojas. Tiempo más tarde, el 26 de mayo la ciudad es atacada por zapatistas al igual que el 16 de septiembre de 1916. Posterior a estos hechos, el 14 de diciembre de 1949, se erige en ciudad.

#### Transcurso de la revolución y consecuencias
Durante la administración interina del presidente León de la Barra, después de la visita de Francisco I. Madero a Tlaxcala, se desarmó a los revolucionarios maderistas, lo que causó descontento entre sus seguidores. Aquellos que se negaron a entregar sus armas fueron perseguidos por el Ejército Federal. El ascenso de Madero a la Presidencia y Antonio Hidalgo a la gubernatura de Tlaxcala parecía prometer la implementación del Plan de San Luis, pero la permanencia del ejército de la dictadura llevó a la Decena Trágica y la usurpación de Huerta.
En Tlaxcala, la contrarrevolución se manifestó a través de la Liga de Agricultores, oponiéndose a las reformas de Hidalgo. La combinación de factores nacional y local llevó al derrocamiento de las autoridades legalmente constituidas. Venustiano Carranza, gobernador de Coahuila, convocó al congreso de su estado, que desconoció a las autoridades surgidas del golpe de Estado y otorgó poderes para restablecer el orden constitucional. Así comenzó el movimiento "constitucionalista".
En Tlaxcala, se formó un gobierno provisional en la meseta de La Malintzin, reconociendo a Carranza como el líder legítimo. Las fuerzas revolucionarias tlaxcaltecas, bajo generales como Pedro M. Morales y Máximo Rojas, lucharon contra las fuerzas federales en varias batallas, obteniendo victorias notables pero también sufriendo derrotas.
Finalmente, Victoriano Huerta renunció el 15 de julio de 1914. En agosto, la brigada Xicohténcatl, liderada por generales como Máximo Rojas, entró en Tlaxcala y desarmó a las fuerzas federales. Sin embargo, la situación se complicó con la Convención Revolucionaria en Aguascalientes y la división de las fuerzas revolucionarias tlaxcaltecas.
Chiautempan padeció tiroteos a cualquier hora, por cualquier pretexto se derramó sangre, se padeció escases de alimentos, se vivió hambre, miseria, zaqueos, pestes, fusilamientos, por un lado el levantamiento revolucionario de Juan Cuamatzi y por otro Domingo y Cirilo Arenas, cada uno siguiendo un ideal fue motivo para que el gobierno del general Máximo Rojas tomara la decisión de trasladar la cede del poder del gobierno del estado y su comandancia militar por un periodo de tres años esto en virtud de que Tlaxcala no reunía las condiciones y estrategias para su defensa, ante los levantamientos revolucionarios, esto propició que Chiautempan fuese primeramente elevada a categoría de ciudad y después trasladar y nombrar a Chiautempan capital del estado y asiento de su gobierno y de su comandancia militar.

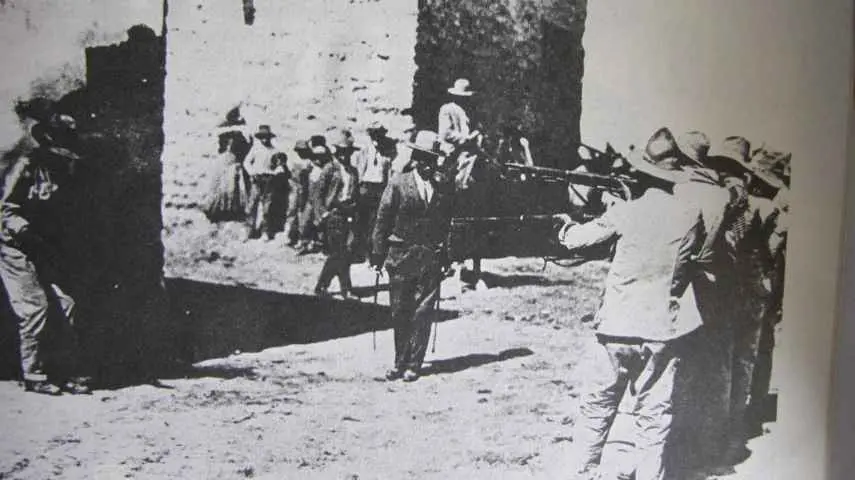
Fusilamiento durante la Revolución (Se desconoce si la foto fue tomada en Chiautempan)

Chiautempan, en su mayoría, respaldaba la causa zapatista durante la Revolución Mexicana. Las fuerzas revolucionarias, al instalarse en la población, utilizaron las residencias de los ricos para establecer sus oficinas principales y la comandancia militar. Las casas de destacadas figuras locales, como Manuel Loaiza y el Padre Bernardo Picazo, fueron ocupadas por el general Máximo Rojas y el coronel Carlos Fernández Lara, respectivamente. La actividad normal de Chiautempan se vio alterada por esta presencia militar, afectando la paz y tranquilidad habituales, así como las actividades textiles y agrícolas. Hasta septiembre de 1918, los poderes del estado regresaron a Tlaxcala, pero parte de la brigada "Leales de Tlaxcala", bajo el mando del general Máximo Rojas, permaneció en Chiautempan
En 1916, obreros de las fábricas textiles de Chiautempan organizaron protestas por salarios bajos. El gobernador logró un aumento salarial del 100%.
En 1917, se promulgó la Constitución de 1917, pero la lucha continuó. Domingo Arenas, quien promovía el reparto agrario, desapareció del escenario. Hubo gobiernos interinos para pacificar Tlaxcala y elecciones en 1918.Máximo Rojas se convirtió en gobernador constitucional, aunque persistieron rivalidades políticas en la región.

### Persecución Cristera o Guerra Cristera
Después de estos eventos, en 1926, se aplicaron las leyes de Reforma, marcando el inicio de la "persecución cristera". Durante este período, los templos fueron cerrados, y esta situación se prolongó hasta 1938, cuando finalmente fueron reabiertos. Posteriormente, el 14 de diciembre de 1949, el gobernador Rafael Ávila Bretón decretó la elevación de categoría de Chiautempan a ciudad, según el decreto 100 publicado en el periódico oficial del Gobierno del Estado de Tlaxcala, tomo XXXIV, núm. 50.

### Migración española
A partir de mediados del siglo XX, de manera gradual, algunas familias emigrantes españolas llegaron a instaurarse en la ciudad, forjándose, poco a poco, un lugar entre la comunidad textil que se desarrolló.

## Geografía

### Localización
Santa Ana Chiautempan se encuentra en las coordenadas 19°18′51″N 98°11′39″O / 19.31417, -98.19417 en la región económica Centro-Tlaxcala, y en la región geográfica del volcán La Malinche. ubicado en el altiplano central mexicano a una altitud de 2280 m s. n. m. (metros sobre el nivel del mar).

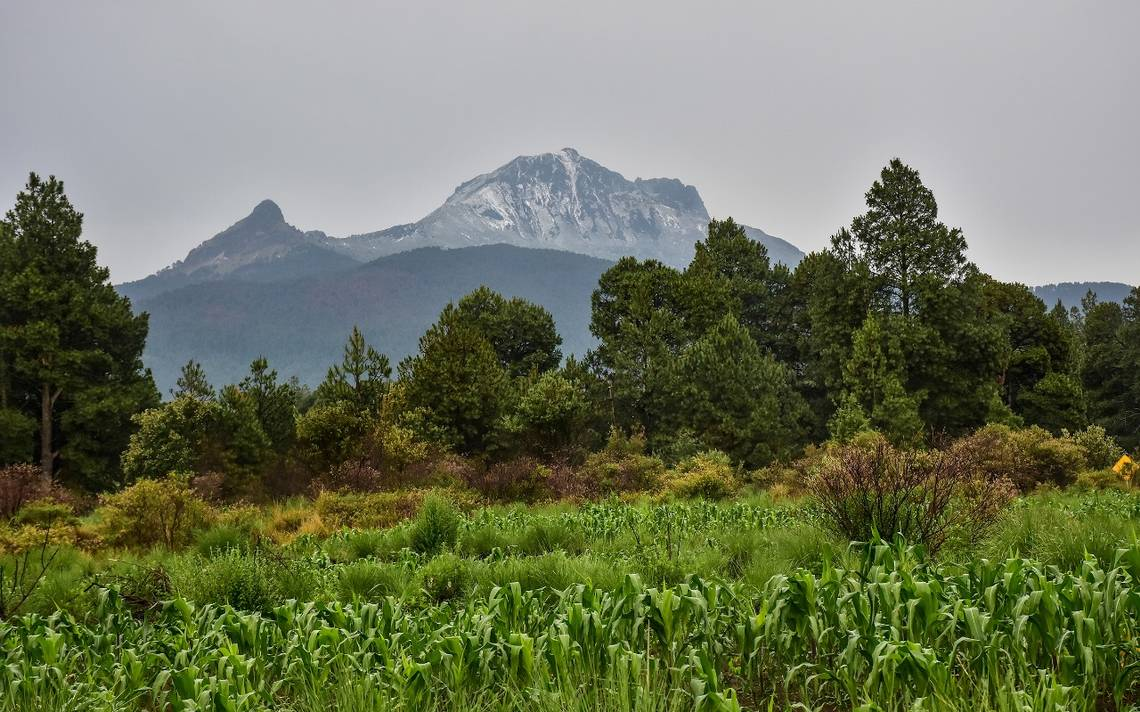
Vista del Volcán Matlacuéyel

#### Distancias
Se encuentra a una distancia de 130 km de la Ciudad de México, 11 km de Tlaxcala, 34 km de Puebla, 276 km del puerto de Veracruz, 484 km de Acapulco, 191 km de Cuernavaca, 1006 km de Monterrey, 645 km de Guadalajara, 2911 km de Tijuana, 1508 km de Cancún, 1210 km de Mérida, 313 km de Querétaro, 591 km de Aguascalientes, 2694 km de Mexicali, 1524 km de Chihuahua, 18 km de Zacatelco, 44 km de Huamantla, 63 km de Calpulalpan, 42 km de Tlaxco, 16 km de Apizaco y 26 km de San Pablo del Monte.

### Extensión
De acuerdo con la información del Instituto Nacional de Estadística y Geografía, el municipio de Chiautempan tiene una superficie de 77.09 kilómetros cuadrados, de los cuales aproximadamente 11.39 km² corresponden a la ciudad de Santa Ana Chiautempan.

### Orografía
El relieve está distribuido en zonas planas, que abarcan el 65.0 % de la superficie. Zonas semiplanas, que integran el 25.0 % de la superficie total. Zonas accidentadas, que comprenden el 10.0 % restante de la superficie, localizadas en la parte oriente y en cañadas.

### Clima
El clima es parcialmente templado subhúmedo, con régimen de lluvias en los meses de mayo, julio, agosto y septiembre. Los meses más calurosos son marzo, abril y mayo. La dirección de los vientos en general es de norte y sur a oeste y noroeste. Igualmente la temperatura promedio anual mínima registrada es de 7.2 °C (grados Celsius) y la máxima de 24.3 °C. La precipitación promedio mínima registrada es de 6.3 milímetros y la máxima de 165.0 milímetros.

### Hidrografía
Los recursos hidrográficos son escasos, pero aún existen arroyos de caudal permanente al sur de la cabecera municipal, arroyos de caudal sólo durante la época de lluvias, tres manantiales, así como pozos para extracción de agua potable y riego.

## Ecosistema

### Flora

Árbol de tejocote en Cerro Mesa Ahumada

Prácticamente la totalidad del territorio de Chiautempan está asentada en la falda del volcán La Malinche, por ello, se encuentran vestigios de bosque de encino (Quercus laeta, Q. obtusata, Q. crassipes), que a menudo se encuentran asociados con el ocote chino (Pinus leiophylla) y pino blanco (Pinus pseudostrobus). Gran parte del territorio de este municipio está ocupado por áreas de cultivo y asentamientos humanos, donde la vegetación secundaria está representada por las siguientes especies: sauce (Salix bonplandiana), sauce llorón (Salix babilonica), fresno (Fraxinus uhdei), álamo blanco (Populus alba), tepozán (Buddleia cordata), capulín (Prunus serotina), tejocote (Crataegus pubescens), zapote blanco (Casimiroa edulis), cedro blanco (Cupressus lusitanica) y el pirul (Schinus molle). En la flora urbana y suburbana abundan especies introducidas como el trueno, la casuarina, el álamo y el eucalipto. En la ribera del río de Los Negros se encuentra la vegetación de galería, la cual está constituida por aile (Alnus acuminata), fresno (Fraxinus uhdei) y sauce (Salix bonplandiana).

### Fauna
No obstante el crecimiento y expansión acelerada de la mancha urbana, en el territorio del municipio, todavía es común encontrar algún tipo de fauna silvestre como por ejemplo: conejo (Sylvilagus floridanus) y liebre (Lepus californicus), aves y reptiles como la codorniz (Cyrtonyx montezumae), picapinos, víbora de cascabel (Crotalus sp.) y escorpión.

## Gobierno

### Municipio de Chiautempan

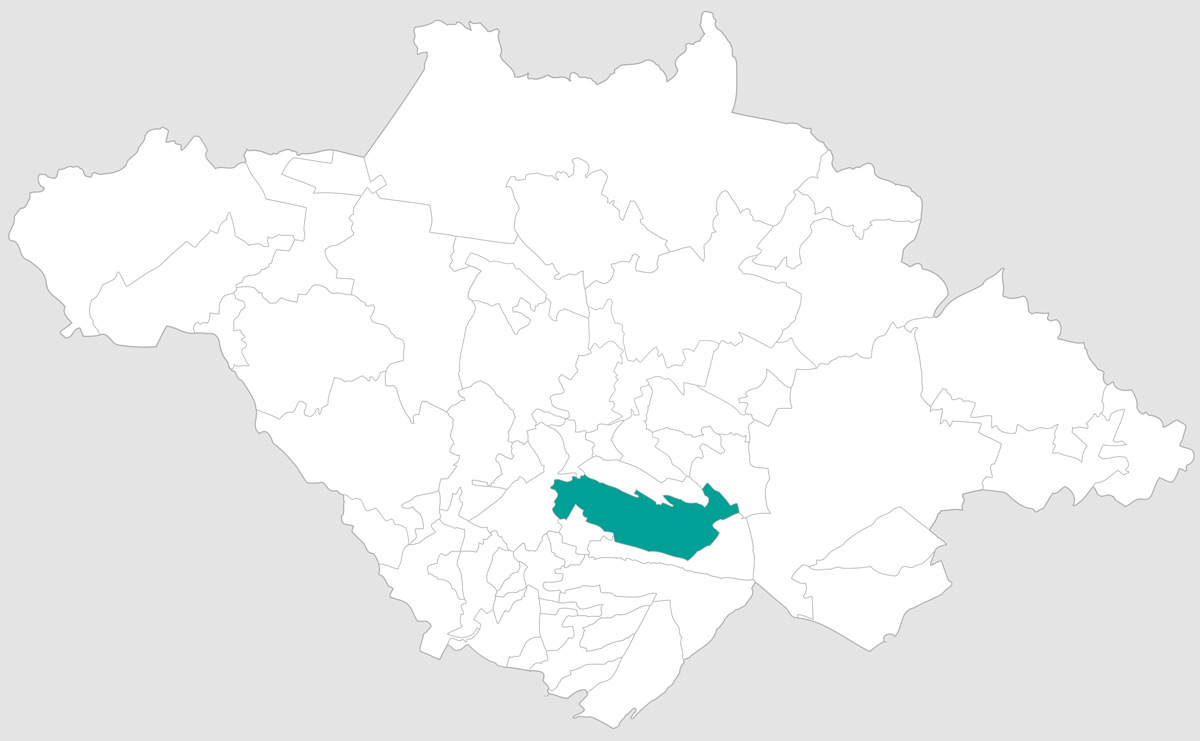
El municipio de Chiautempan en el estado de Tlaxcala, según los límites del INEGI.

La ciudad de Chiautempan es la cabecera municipal del municipio del mismo nombre, uno de los 60 municipios de Tlaxcala, mismo que se encuentra en el centro del estado y ocupa una superficie total de
77.09 km².
En 2010, el municipio tenía una población de 66 149 habitantes, el 72.60 % de ellos está en la cabecera municipal y el resto en las localidades de San Bartolomé Cuahuixmatlac, San Pedro Tlalcuapan de Nicolás Bravo, San Pedro Muñoztla, etc.

### Administración
La autoridad municipal está constituida en un ayuntamiento, integrado por un presidente municipal, alcalde o primer edil, regidores y síndicos. El Presidente Municipal actual es Gustavo Jiménez Romero electo del Movimiento Regeneración Nacional (Morena) para el periodo 2021-2024.

### Distritos electorales
- Distrito electoral local: Pertenece al distrito 09 con cabecera en Chiautempan.[30]
- Distrito electoral federal: Pertenece al distrito electoral federal II con cabecera en Tlaxcala de Xicohténcatl.[31]

## Demografía

### Población
Conforme al Censo de Población y Vivienda, realizado por el Instituto Nacional de Estadística y Geografía (INEGI), con fecha censal del 12 de junio de 2015, Chiautempan contaba hasta ese año con un total de 70 011 habitantes; de dicha cifra, 22 889 eran hombres y 25 141 eran mujeres.
| Gráfica de evolución demográfica de Chiautempan entre 1900 y 2017 |
| |
| Población de los censos y conteos del Instituto Nacional de Estadística y Geografía (INEGI) de 1900 a 2010. Población según proyecciones estimadas para 2017 por el Consejo Nacional de Población (CONAPO). |

### Región metropolitana
Chiautempan forma parte del área metropolitana de Tlaxcala-Apizaco siendo la región urbana más grande y poblada del estado de Tlaxcala y la trigésimo primera aglomeración más grande de México con una población de 501 655 habitantes. La aglomeración incluye 19 municipios del centro del estado.

## Servicios públicos

### Transporte

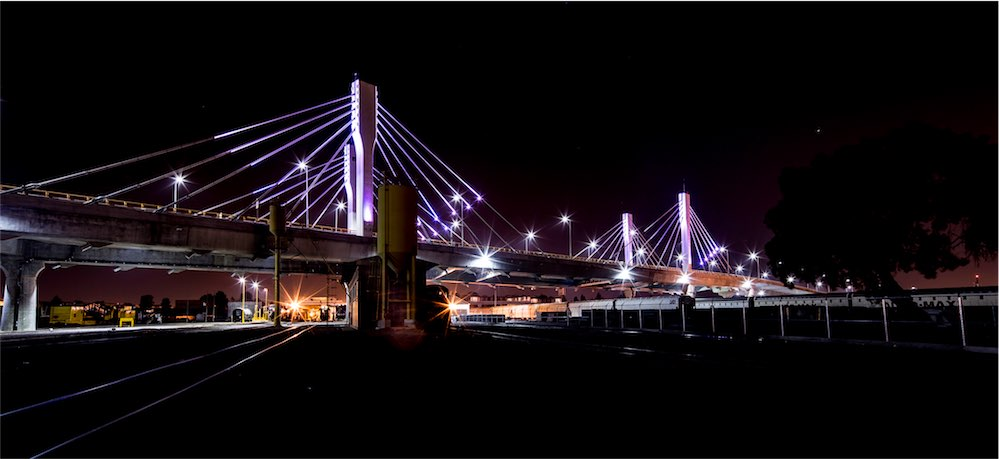
Puente atirantado del corredor vial Puebla-Santa Ana

Las carreteras Santa Ana-Tlaxcala y el Libramiento de Tlaxcala constituyen la infraestructura vial de la ciudad, pues permiten realizar una distribución e intercambio de bienes y servicios, a la ciudad de Tlaxcala y Ciudad de México. La vía corta Santa Ana-Puebla facilita el traslado diario de las economías provinciales con la ciudad de Puebla, y de los mercados locales que se conforman con la región metropolitana de Apizaco, así como la Corona regional del centro de México.

### Salud
Durante el censo de 2010 realizado por el Instituto Nacional de Estadística y Geografía (INEGI), se registró una población derechohabiente a servicios de salud de 37 263, de los cuales 15 511 pertenecen al Instituto Mexicano del Seguro Social (IMSS), 4127 acuden al Instituto de Seguridad y Servicios Sociales de los Trabajadores del Estado (ISSSTE), 16 505 pertenecen a los seguros proporcionados por Petróleos Mexicanos (PEMEX) o la Secretaría de Marina de México (SEMAR), 141 al Seguro Popular y 1337 acuden a otras instituciones o instituciones privadas de salud.

### Educación
Chiautempan tenía una población analfabeta de 1373 personas mayores de 15 años en el año 2010, por lo que el índice de alfabetización de la ciudad era de 70.58 % en este sector de la población, cifra que está por debajo de la media estatal, de 90,15 %, y de la media nacional, que era de 92,8 %.

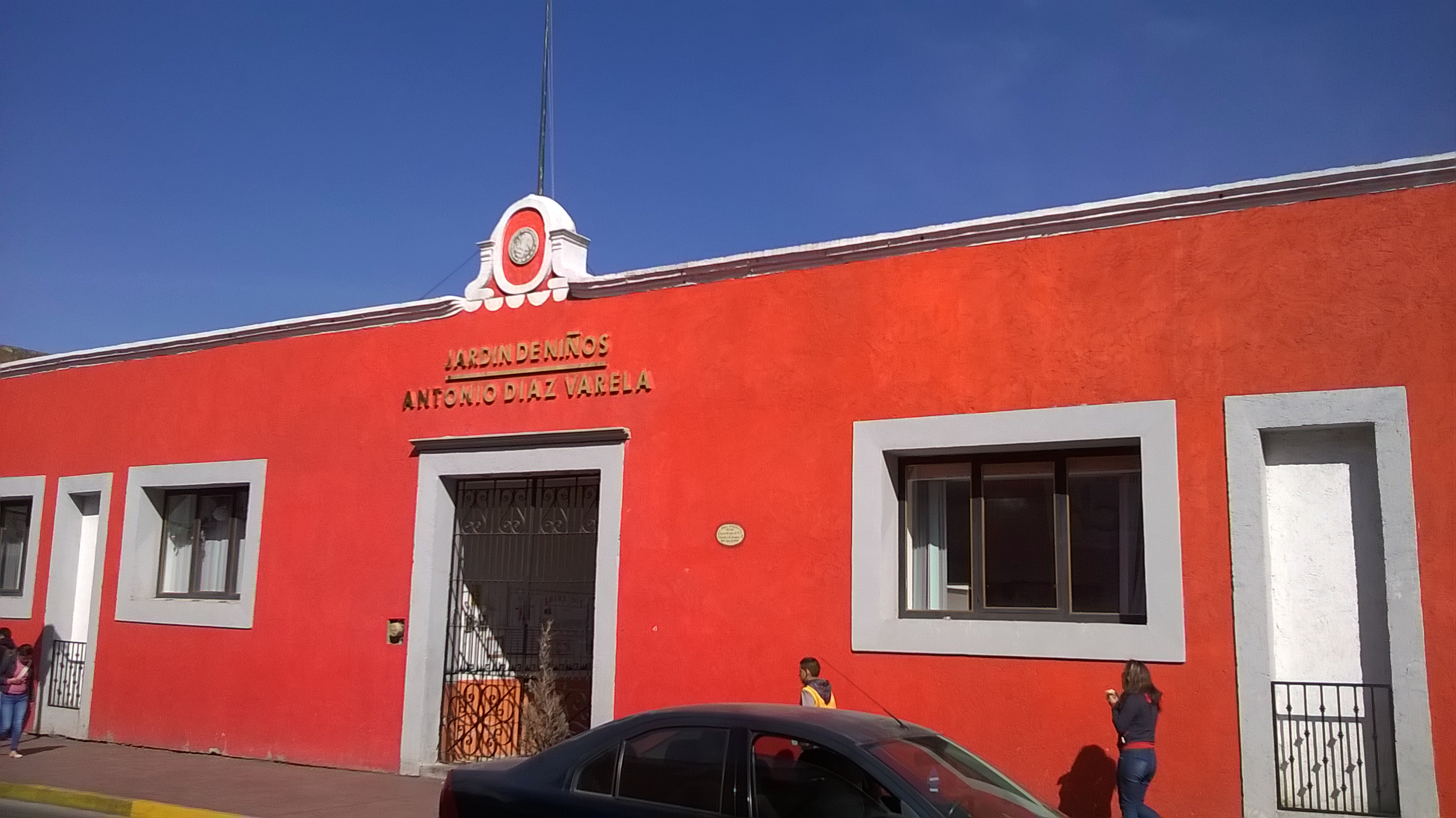
Jardín de niños Antonio Díaz Varela

#### Escuelas
Al año 2010, de acuerdo con el censo efectuado por el INEGI y la SEP se tenían registradas 24 escuelas de nivel preescolar, 25 de nivel primaria, 15 de nivel secundaria y 6 de nivel preparatoria en la educación pública, mientras que en le sector privado se contabilizaron 16 escuelas de nivel preescolar, 9 de nivel primaria, 5 de nivel secundaria, 6 de bachillerato y 1 de nivel profesional.
La educación superior se ofrece a través de la Universidad Santander, Campus Chiautempan, el Colegio de Estudios Superiores Intercontinental y la Universidad Nova en Ciencias jurídicas.

### Agua y electricidad
Los servicios públicos son agua potable, drenaje y electricidad; la disponibilidad de estos servicios en la ciudad es parcialmente escasa. El servicio de agua potable, drenaje y alcantarillado está a cargo de la Comisión de Agua Potable y Alcantarillado del Municipio de Chiautempan (CAPACH), mientras que la Comisión Federal de Electricidad (CFE) se encarga de la electricidad y alumbrado público.

### Estación Santa Ana

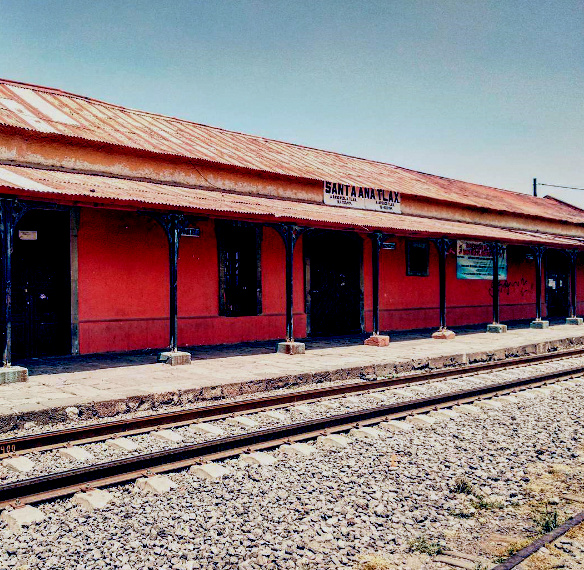
Estación ferroviaria Santa Ana.

En 2010 el Instituto Nacional de Antropología e Historia (INAH) decretó a la antigua estación ferroviaria Santa Ana como Patrimonio Ferrocarrilero. La estación Santa Ana con registro INAH, 290100010012, perteneció al antiguo Ferrocarril Mexicano que corría a través de la ruta Apizaco-Puebla, fue inaugurado en 1869 por el presidente, Benito Juárez.

### Historia
Fue una de las primeras estaciones ferroviarias establecidas en el estado de Tlaxcala, tras la construcción de la línea férrea Apizaco-Puebla. De aquí partía la línea del Ferrocarril de Santa Ana a Tlaxcala -el cual operaba por tracción animal- que fue construido por decreto de fecha 11 de diciembre de 1882, posteriormente fue comprado por el Ferrocarril Mexicano el 30 de junio de 1910.

### Mole prieto (Tlilmolli)
El mole prieto, llamado también tlilmolli, es un tipo de salsa derivado de la combinación entre especias y chiles, una rama de las diferentes presentaciones de mole. Este modelo de preparación es procedente de Chiautempan y Contla, principalmente.

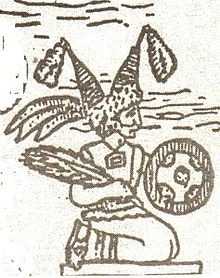
Imagen de Toci

Antiguamente era un platillo dedicado a Toci, diosa de los textiles y de la salud. Un proyecto fomentado por José Gilberto Temoltzin Martínez, diputado del Partido Acción Nacional (PAN), fue presentado ante el congreso del estado de Tlaxcala en el marco de los integrantes de la LXI Legislatura local, quien aprobaron dicho proyecto, declarando así el mole prieto como Patrimonio cultural inmaterial, el 22 de noviembre del 2016.
El mole prieto o tlilmolli es un mole originario de los municipios de Santa Ana Chiautempan y Contla de Juan Cuamatzi, en el estado de Tlaxcala (México). Este mole fue desde un principio una comida ritual en honor a la diosa Toci, Diosa de los Textiles y de La Salud, hacia la cual se le hacían grandes celebraciones en su santuario de Chiautempan.
Este mole, a la llegada de los españoles, cambió rotundamente sus ingredientes y es así como tanto carne de venado, izcuintli y guajolote son sustituidas por la carne de cerdo.
Este plato típico tlaxcalteca es servido en cajetes y se toma caliente. Se acompaña de tamales de anís y se sirve con trozos de carne de cerdo. Se acostumbra en diversas celebraciones comunitarias, como las Fiestas patronales, Festividades de carnaval y la Celebración de Pascuas. En la celebración de mayordomías es frecuente su preferencia pues es un platillo que se prepara solo en grandes cantidades y que sirve para dar de comer a enormes cantidades de personas.
Este plato típico tlaxcalteca es servido en Chiautempan con motivo de las pascuas en honor a la imagen religiosa de Nuestro Padre Jesús del Convento de Santa Ana Chiautempan, venerado en el convento de Chiautempan, siendo entonces como este platillo se elabora después de las celebraciones de las pascuas de los barrios de Chiautempan.

### Modo de elaboración

Mole Prieto de Chiautempan

En sus inicios, el tlilmolli se preparaba con maíz y carne de guajolote, venado o xoloitzcuintle. Con la llegada de los españoles, la carne de cerdo sustituyó a estas opciones. El mole se sirve en cajetes y se consume caliente, acompañado de tamales de anís. Su preparación implica un proceso ritual que incluye la participación de mujeres llamadas "moleras".
Tres días antes del banquete ritual, se tuestan chiles chipotle meco en un comal de barro y se muelen en metate. Se hierve maíz para obtener nixtamal y se procede a descuartizar y hervir cerdos en los cazos donde se cocinará el mole. Se realiza un rito que implica enterrar una botella de licor y colocar una cruz de chilpotles y nopales para evitar que el mole se suba al hervir. Luego, se agregan al cazo el agua de cocción de la carne, sal pura de mar, masa de chipotle meco y masa de nixtamal. Los hombres mueven el mole con una pala para evitar cortes o subimientos.
El mole se sirve con tamales de anís y se acompaña con aguardiente, mezcal o tequila. La tradición sugiere que las personas anfitrionas no deben enojarse durante la preparación, ya que esto podría afectar el resultado del mole. Aunque el proceso solía contar con la participación de molenderas, hoy en día se llevan los ingredientes al molino.
Este platillo es parte fundamental de diversas celebraciones comunitarias en Chiautempan y ha sido transmitido a lo largo de generaciones como una tradición culinaria única en la región.

### Premio Toci
El Premio Toci, llamado oficialmente «Premio Toci al Mejor orador de México» y en sus comienzos llamado «Concurso Nacional de Oratoria "Benemérito de las Américas"», es un concurso de oratoria a nivel nacional realizado anualmente en noviembre, la primera edición tuvo lugar en 1989.
Su desarrollo estuvo apoyado por el ayuntamiento local, el colegio de universitarios y profesionales de la ciudad, así como por diversos empresarios, políticos y ciudadanos. El nombre «Toci» desciende de la diosa de los hilados y tejidos, nombrada la abuelita de Santa Ana. El 10 de noviembre de 2016 fue declarado Patrimonio cultural inmaterial por el congreso del estado de Tlaxcala, inducido por la Comisión de Turismo y aprobado por 20 votos a favor bajo el criterio de mayoría.

## Turismo

### Parques

#### Parque Hidalgo
El Parque Hidalgo es un espacio público, tiene forma rectangular con la fachada pavimentada de adoquín rosado, en su interior contiene una escultura dedicada a Miguel Hidalgo y Costilla. El parque fue construido en el siglo XX, localizado en la calle Iturbide esquina Manuel Saldaña.

## Arquitectura religiosa

### Convento Franciscano de Nuestra Señora de los Ángeles

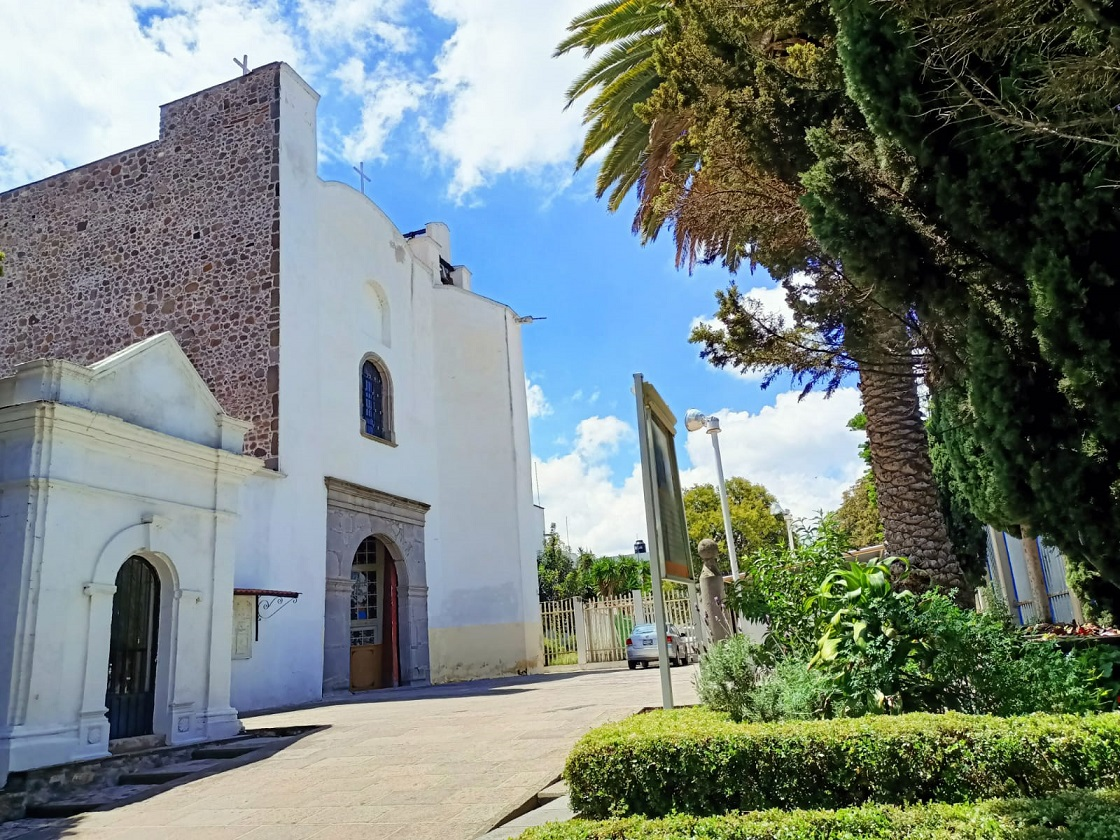
Fachada del convento franciscano chiautempense

El Convento Franciscano de Nuestra Señora de los Ángeles es un establecimiento religioso de estilo sobrio, construido entre 1564 a 1585, el inmueble presenta en su arquitectura una fachada rigorosa, flanqueada por dos contrafuertes, un aplanado blanco, una ventana coral y una puerta de piedra. A lo largo del tiempo su obras originales han sido alteradas entre los siglos siglo XVI y siglo XX, tales como altares y retablos neoclásicos. En la actualidad se venera a Padre Jesús del Convento.

#### Arquitectura
También es conocido como del Padre Jesús; se encuentra dividido en un claustro bajo y alto. El claustro bajo en el que dos contrafuertes enmarcan una fachada austera del templo típica de la Orden Franciscana, resaltan arcos de medio punto peraltados sobre columnas toscanas y una capilla posa donde se colocaba la custodia durante la procesión de Corpus Christi. El claustro alto, posee arcos peraltados y rebajados sobre columnas toscanas en el primer y segundo nivel. En los muros de los corredores lucen capillas hornacinas neoclásicas y cuadros con pinturas al óleo de motivos de la orden, provenientes de los siglos XVII y XVIII.

#### Interior del Convento
El interior fue techado con viguería, sin embargo durante el siglo XVII se cambia por una cubierta de forma abovedada a cañón corrido. Dicha bóveda está decorada con temas florales en dorado por la parte de adentro. La cabecera de forma poligonal que es la entrada principal del Convento Franciscano. Se encuentra precedida por un altar tipo neoclásico, remata la planta románica, que ha sido modificada con una capilla lateral donde se venera a la imagen de Padre Jesús, y en donde se aprecian retablos neoclásicos.
Destaca con igual belleza una pila bautismal monolítica, donde se encuentran grabados de inspiración indígena llamado: "arte tequetqui", y posee también, un coro hecho de viguería en madera.

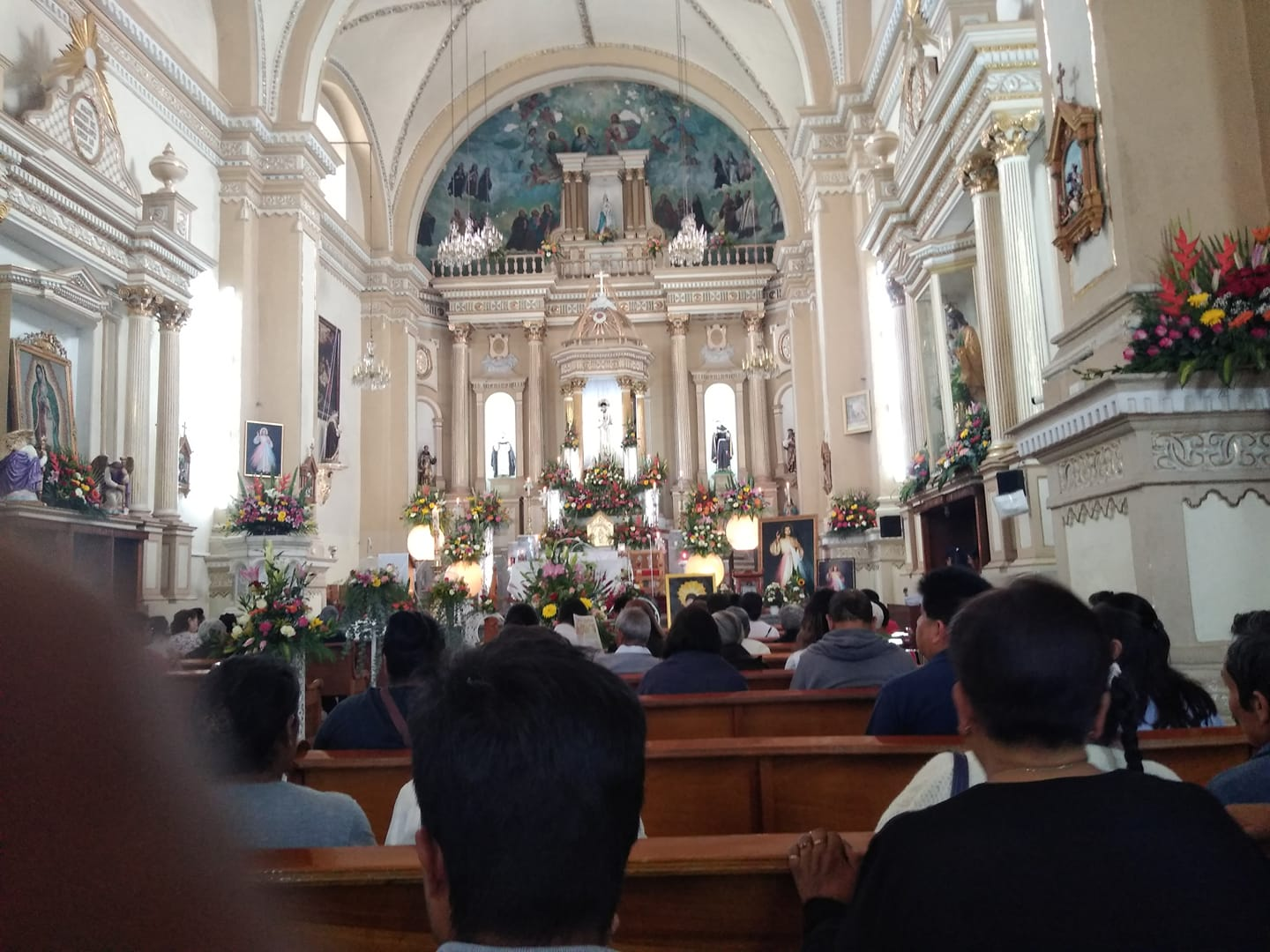
El interior del convento chiautempense

#### Padre Jesús del Convento
Nuestro Padre Jesús del Convento de Santa Ana Chiautempan es una antigua escultura tallada en madera fina, del tamaño medio de un hombre, un poco encorvado y con la mirada fija hacia abajo. Probablemente fue mandada hacer con algún estatuario de Puebla o México, pues hay datos de que desde la segunda mitad del siglo XVI ya se veneraba en este convento del pueblo de Chiautempan.
El pueblo de Chiautempan, así como los demás circundantes y algunos foráneos le ha consagrado su fe, patente desde la época colonial, por lo que existe una leyenda al respecto, que habla, sobre la llegada de dicha imagen a Chiautempan.

##### Leyenda de Padre Jesús del Convento
La tradición oral hace mención que una mañana apareció una mula cargando una caja de madera dentro del atrio del Convento. Dicho animal permaneció amarrado a uno de los fresnos ubicados en ese lugar, hasta que los Frailes Franciscanos al ver que nadie reclamaba la propiedad de la bestia y su carga, decidieron abrir la caja que ésta llevaba, hallando en su interior a la imagen del Padre Jesús.

### Parroquia del Carmen

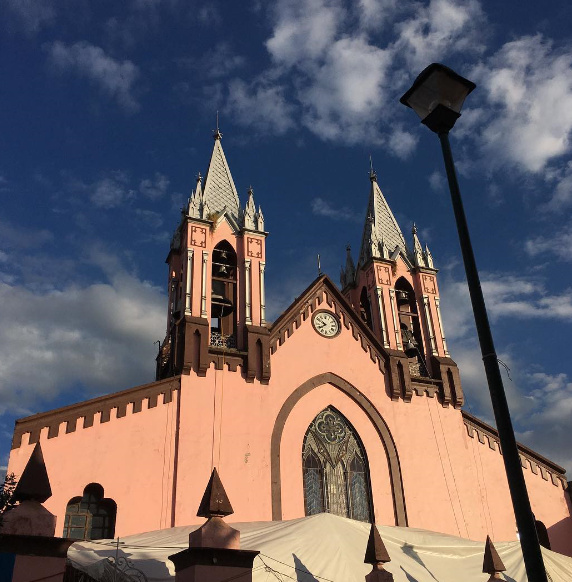
Parroquia de Nuestra Señora del Carmen

La parroquia de Nuestra Señora del Carmen, fue obrada por Bernardo Picazo Toríz, un presbítero, no obstante la primera piedra fue colocada por el arzobispo Ramón Ibarra y González el 24 de diciembre de 1911.

#### Arquitectura
Fue pintada por Isaac González quién decoró los óleos y las «Santas Carmelitas», creada principalmente para una escultura de la virgen del Carmen encontrada en el Convento de Nuestra Señora de los Ángeles. La iglesia es de tipo neogótico y sus cúpulas están hechas de base petatillo rojo que se cubren con revestimiento de ladrillo y azulejo.

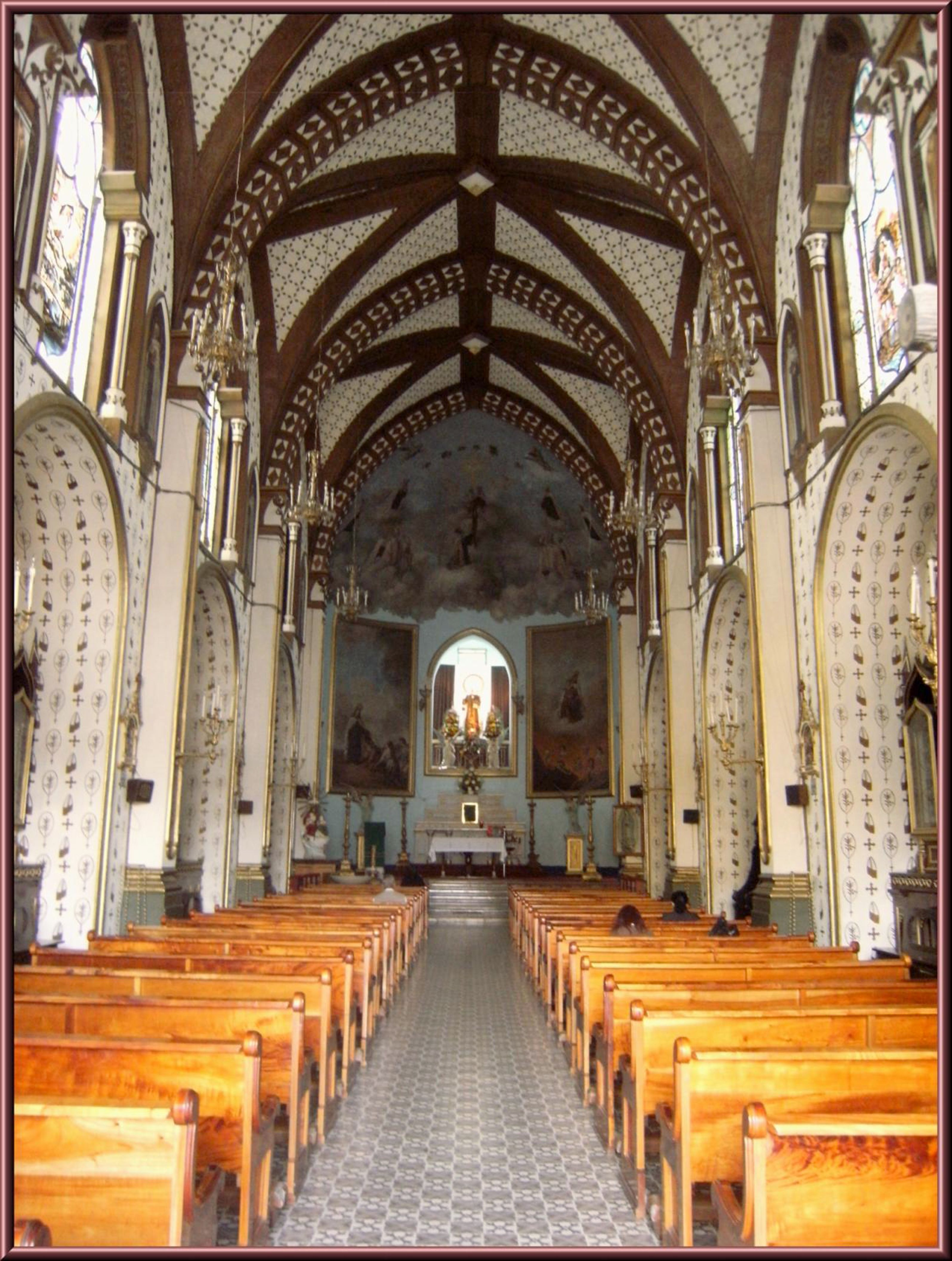
Interior de la Parroquia del Carmen

La iglesia del Carmen, al igual que otros templos, fue construida por el padre Bernardo Picazo, quien fue un gran benefactor de Chiautempan, y es de estilo neogótico afrancesado; sus torres imponentes, terminadas en punta y rematadas con lámina repujada o labrada, tienen más de 100 años. Todo en ella se conjuga, fachada, vitrales, imágenes y arquitectura. Sus llamativos vitrales, todos diferentes, a decir del cronista, no son de origen francés, sino alemán, ya que el estilo gótico tiene sus inicios en el país germánico. Junto al altar, la ventana que está del lado derecho, era el lugar por el cual las monjas escuchaban misa, ya que no tenían contacto con las personas del exterior.

### Parroquia de Santa Ana
La Parroquia de Santa Ana es la principal iglesia católica de Chiautempan, dependiente de la diócesis de Tlaxcala. Su construcción data del siglo XVII, terminada en la segunda mitad del siglo XVII. Su forma muestra diversos estilos como el barroco y el toscano. El altar principal es de estilo neoclásico, acompañada de fragmentos barrocos y churriguerescos latentes del siglo XVIII, en la fachada se halla una representación del sol y la luna con la ventana del coro en forma de estrella.

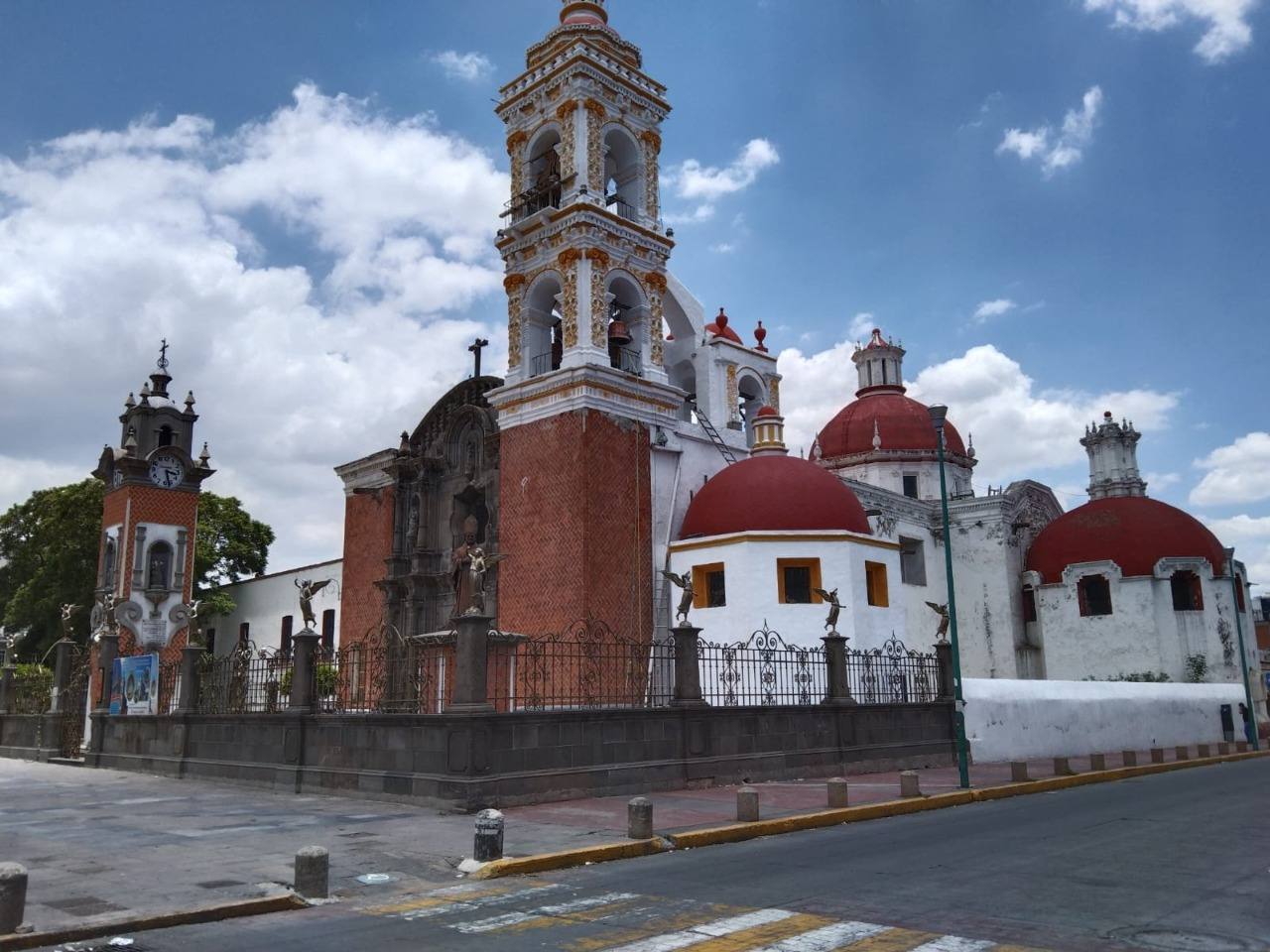
Parroquia principal de la patrona municipal Santa Ana

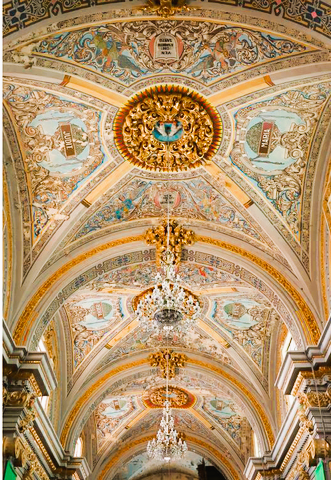
Interior de la parroquia y su cantidad de detalles

Cada uno de sus detalles está basado en creencias prehispánicas, combinadas con el cristianismo tras la conquista española, lo que la hacen única en su tipo en Tlaxcala y en todo México. De hecho, se elaboró un estudio de la estructura de la torre del siglo XVIII. Se contemplan en la parroquia de Nuestra Señora Santa Ana, la concepción prehispánica del cielo y su conexión con la tierra. La torre de la parroquia chiautempense pudiera ser una más del estilo barroco churrigueresco, similar a la existente en la Basílica de Ocotlán o en otros templos tlaxcaltecas. Sin embargo, de cerca se notan figuras prehispánicas que ninguna otra iglesia conserva, lo que la hacen única.

#### Árbol de la vida
El árbol de la vida es una cosmovisión prehispánica del origen divino de la vida a través de seres intermedios conocidos como fieras. En la cultura antigua esos seres intermedios son representados mediante una fiera con la boca abierta, a través de la cual sale lo divino. Todas las culturas han querido saber de dónde venimos y quién nos dio el origen… en este caso la creencia es que esas fieras conectan con lo divino y están ubicadas en cada columna de la torre, asumiendo un papel como intermediarios entre Dios y los hombres.

#### Flor de los Cuatro Elementos
Otro elemento importante es la Flor de los Cuatro Pétalos. En el árbol de la vida son diversas las flores contenidas, pero las de cuatro pétalos, llamadas “Nahui Ollin” en el mundo prehispánico, es la representación del verdadero Dios. De hecho, la imagen de la Virgen de Guadalupe tiene la misma flor en su vientre. La Flor de Cuatro Pétalos también es representativa en la cultura europea, como la flor de los cuatro vientos, que ubica la presencia de Dios en el tiempo y en el espacio.
Las piedras prehispánicas, elemento más que hace única a la torre son las cuatro piedras antiguas, muy probablemente de algún “teocalli”, en los cuatro puntos cardinales.
Las piedras en las culturas antiguas representan una memoria, a ello se refiere Josué cuando al cruzar el río Jordán pide colocar 12 piedras, para que las generaciones venideras no olvidaran de dónde venían y hacia dónde se dirigían… en este caso, cada que veamos esas piedras en la torre debemos recordar qué fuimos como pueblo antes de ser evangelizados y que tenemos una raíz.

#### Macehuales

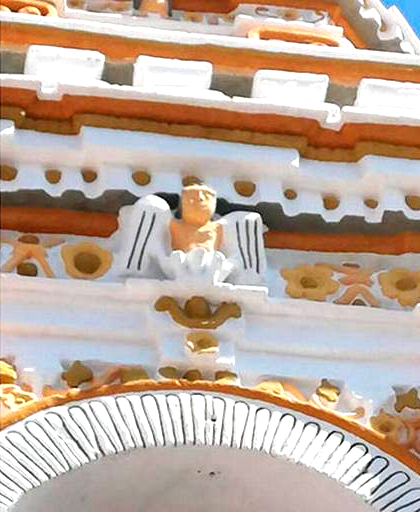
Un macehual que esta centrado en cada cara de la torre

En las culturas prehispánicas, otros seres intermedios parecieran ser ángeles por contar con alas, pero no lo son, más bien se refieren a “macehuales” o cargadores de lo divino. La mejor referencia es la imagen de la Virgen de Guadalupe, códice más conocido por los religiosos y no religiosos, donde cargándola se nota la imagen de alguien adulto pero que no es un ángel, es un “macehual” o costalero, cuya función es cargar en sus espaldas a la divinidad. Esto significa que al estar distribuidos tres en cada cara de la torre, simulan cargar a lo divino, para simbolizar algo divino. Esa misma referencia puede ser entendida en nuestros días como la razón por la que se cargan en hombros las imágenes religiosas, al representar lo divino.

#### Flor de Lis
La Flor de Lis representa la resurrección y la pureza, lo que da muestra de que en el templo religioso de Chiautempan se encuentra el Dios que ha resucitado. En tanto, a lo largo de toda la torre corre un cordón franciscano que recuerda que este lugar fue evangelizado por franciscanos. Si bien la parroquia de Santa Ana inició su construcción en el siglo XVII, frente a ella se encuentra el convento franciscano que data del siglo XVI, erigida por el Beato Juan de Palafox y Mendoza, antiguo obispo de Tlaxcala. No obstante, en el proceso de secularización se pasó la administración de los conventos a las parroquias, pero “no hay duda de que toda esta zona fue evangelizada por los franciscanos". A ese aprendizaje se suma que todas las órdenes religiosas hacen votos solemnes de pobreza, castidad y obediencia, pero San Francisco hizo un cuarto: la humildad. Es por ello que a lo largo del cordón aparecen cuatro bolitas, signos de presencia que evangelizaron estas tierras.
En todas las culturas y hasta en la ciencia el número tres es perfección y como ejemplos el tiempo se mide en pasado, presente, futuro; el cuerpo tiene como formas el líquido, sólido y gaseoso; en la ciencia existe el estado teológico, metafísico y positivo y en los niveles mentales se encuentran el consciente, inconsciente y subconsciente. Llevado lo anterior a las culturas religiosas, la torre barroca de Chiautempan tiene una estructura trinitaria de construcción en tres niveles, para conectar a la tierra con lo divino, mediante los cargadores (“macehuales”) y los seres intermedios (bestias).

### Templo expiatorio

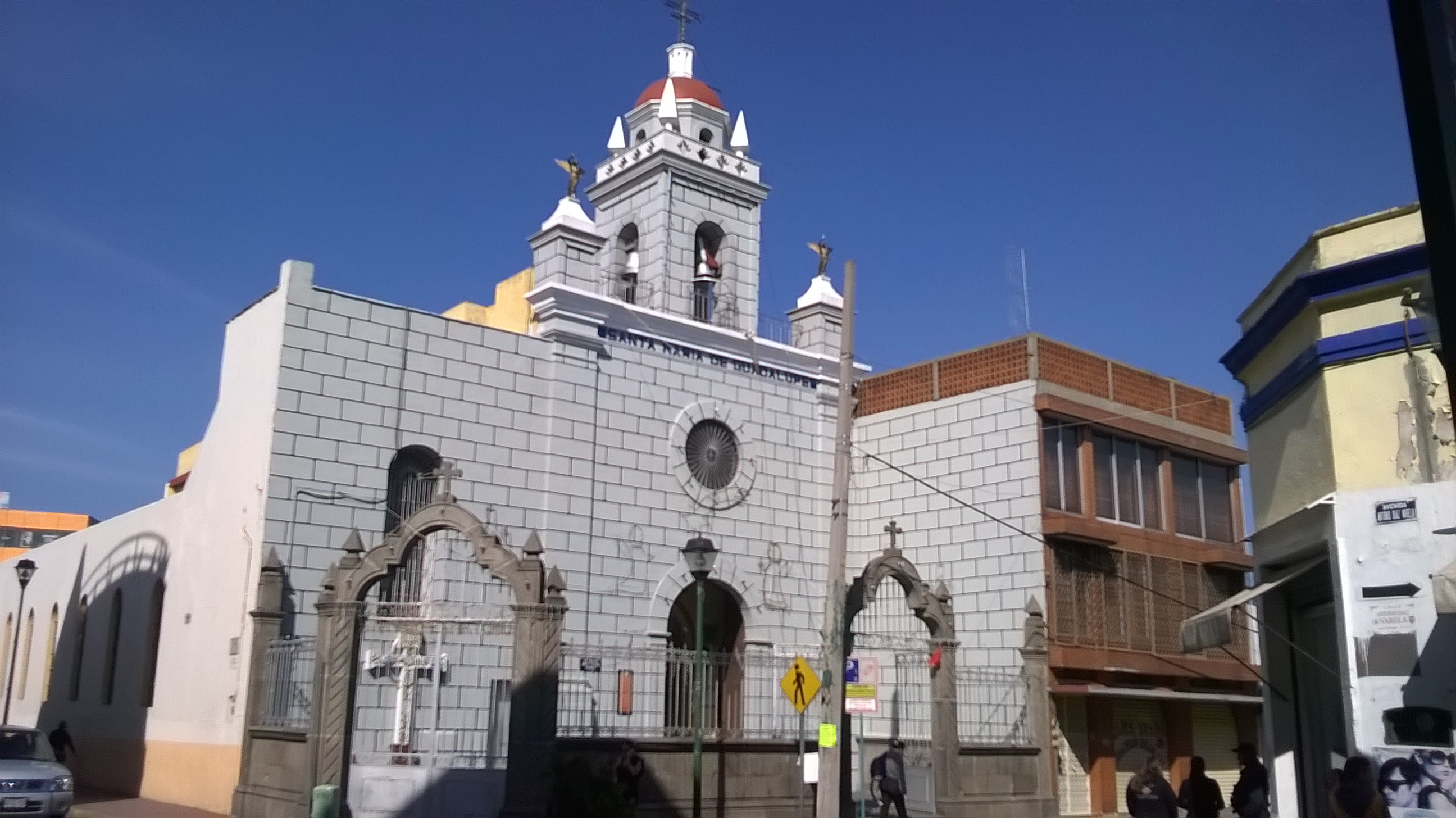
Templo expiatorio de Nuestra Señora de Guadalupe

El Templo de Nuestra Señora de Guadalupe es un templo expiatorio, construido a principios del siglo XX por Bernardo Picazo, tiene como antecedente la ermita de San Sebastián Mártir, en la contemporaneidad está ocupado y administrado por una congregación de religiosas llamadas Adoratrices Perpetuas Guadalupanas.

### Templo de La Soledad

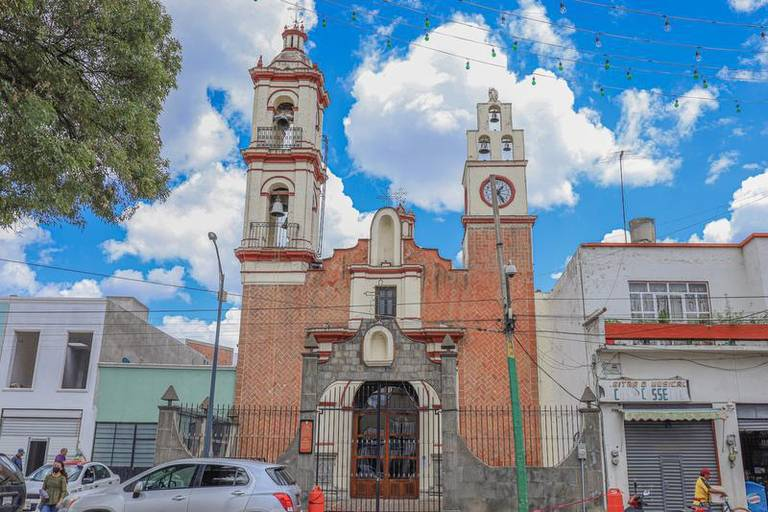
Fachada de la Parroquia de la Soledad

El templo de la soledad es una iglesia católica con advocación a Nuestra Señora de la Soledad, edificado en el siglo XVII, su construcción fue una ofrenda ante las epidemias que llegó a sufrir la ciudad. Está hecha a partir de materiales de piedra, adobe y ladrillo. A su vez rodeada por dos torres de dos cuerpos, en una de ella se topa un reloj, seguido de tres arcos de medio punto con campanas colocados en forma piramidal.

### Capilla de San Sebastián

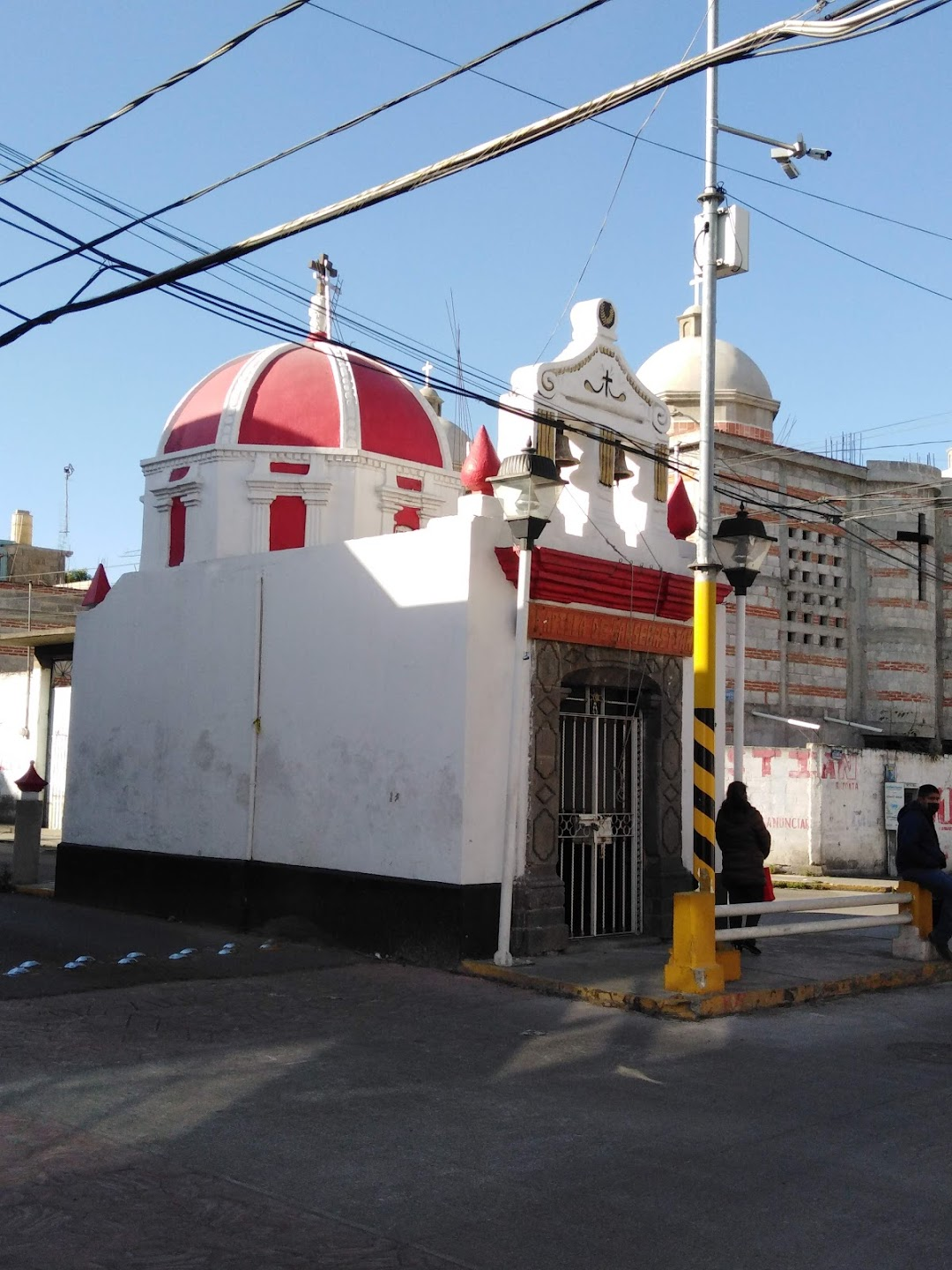
Capilla de San Sebastián

La Capilla de San Sebastián es un templo del siglo XVI, denominado anteriormente «La Villita» donde se veneraba desde sus inicios a la virgen de Guadalupe. Está ubicado en el entronque de las calles «José Manuel Saldaña» y «Ermita de la Concepción». Está considerada como la segunda ermita de América, después de la de San Bartolomé.[cita requerida]

## Artesanías

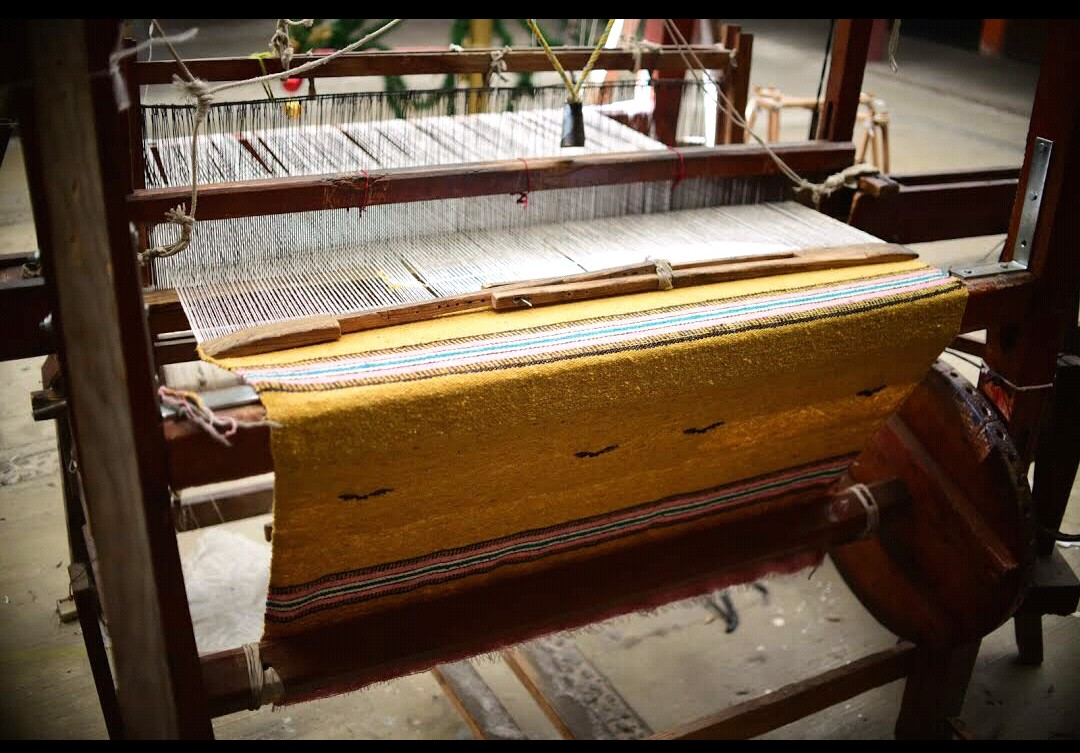

Los santaneros si bien mostraron desde épocas tempranas la predilección por la producción de textiles, fue durante las administración del coronel Próspero Cahuantzi.
La industria textil en Chiautempan ha modernizado su maquinaria usando fibras sintéticas para los procesos de producción, reduciendo los costos y logrando un mejor abasto por la facilidad para adquirirlas, además de que son de mayor resistencia. Lost artículos de lana que le dieron vida a la industria en el siglo XVI, se han transformado en una "artesanía" sin embargo, siguen siendo los más apreciados por su colorido y diseño prevaleciendo por el gusta de la personas a pesar del tiempo existen los telares tradicionales hechos de madera que todavía trabajan sus pobladores en sus casas o talleres.
La modernización de Chiautempan no afectó los viejos lazos de identidad comunal que vienen desde tiempo inmemoriales. Las artesanías locales son básicamente productos del ramo textil, y comprende una extensa variedad de coloridos, sarapes, jorongos, saltillos, cobijas y los famosos gobelinos conocidos internacionalmente ( el arte de pintar tejiendo), así como abundantes prendas de algodón, lana y fibras textiles que por su calidad y reconocida belleza tienen gran demanda en el extranjero. Sus orígenes se remontan a la época prehispánica, con la conquista española viene la introducción del telar horizontal (de alto liso y bajo liso) que con el paso del tiempo evolucionó.
Actualmente Santa Ana Chiautempan es un centro textil de gran relevancia, donde se pueden encontrar tanto factorías de grandes dimensiones, como pequeños talleres familiares, donde algunas familias aún elaboran los textiles de fibras naturales (ixtle) como la lana y el algodón, además de sarapes, mantas de viaje, suéteres, cobertores, bufandas, etc.

## Cultura

### Monumentos

#### Miguel Hidalgo
El monumento a Miguel Hidalgo y Costilla está dedicado a un héroe nacional de la independencia de México, quien destacó por iniciar la primera etapa de la guerra independentista, la escultura fue colocada el 16 de septiembre de 1947 y está localizada en el parque del mismo nombre en el centro de la ciudad.

### Casa del artesano
La casa del artesano es una plaza, donde artesanos locales exhiben y venden trabajos hechos de tela tales como cobijas de lana, manteles, colchas y sarapes. La ciudad es caracterizada por ser una zona textilera, en el presente es un área comercial, que como consecuencia llevó al cierre de fábricas de textil dando paso a maquiladoras, predominando materiales de tipo sintético como poliéster o acrílico. A pesar de ello fue creado el grupo de los «Saraperos» con la finalidad de preservar la industria del sarape.

### Centro cultural
El «Centro Cultural Chiautempan (José Agustín Arrieta)» o simplemente llamado «Centro Cultural de Chiautempan» es una institución pública perteneciente al Instituto Tlaxcalteca de la Cultura (ITC) integrada en la red de casas y centros culturales del Sistema de Información Cultural (SIC). Fue creado en 1986 y el 12 de diciembre de 1990 se trasladó a los vestigios de una casa habitación. En 2013 se registró una asistencia mensual de 150 personas, y una asistencia total anual de 1800 visitantes.

### Bibliotecas
Chiautempan cuenta con siete bibliotecas públicas; entre las que destacan la Biblioteca Pública Municipal Héctor I. Ortiz Ortiz, la Biblioteca Pública Municipal Ezequiel M. Gracia y la Biblioteca Pública Municipal Armando Ahuatzi.

## Fiestas y tradiciones

### Feria del Sarape
La Feria de Chiautempan también llamada Feria Nacional del Sarape, es una festividad celebrada anualmente en honor a Santa Ana, llevada a cabo los últimos días del mes de julio. En ella se manifiestan diferentes cualidades de Chiautempan, como costumbres, artesanías y ropa típica. Se realizan eventos religiosos, deportivos, culturales y gastronómicos. En cuanto al aspecto religioso la festividad comienza 2 domingos antes de la festividad con el recorrido de "los moros" anunciando la feria por la ciudad; el 25 de julio con una tradicional procesión de esta imagen religiosa por las principales calles de la ciudad sarapera, a las primeras horas del día 26 varios feligreses se reúnen en la Parroquia de Nuestra Señora Santa Ana para festejar durante el día con música como rondallas, mariachi, música de viento, fuegos pirotécnicos y antojos mexicanos.

### Carnaval de Huehues

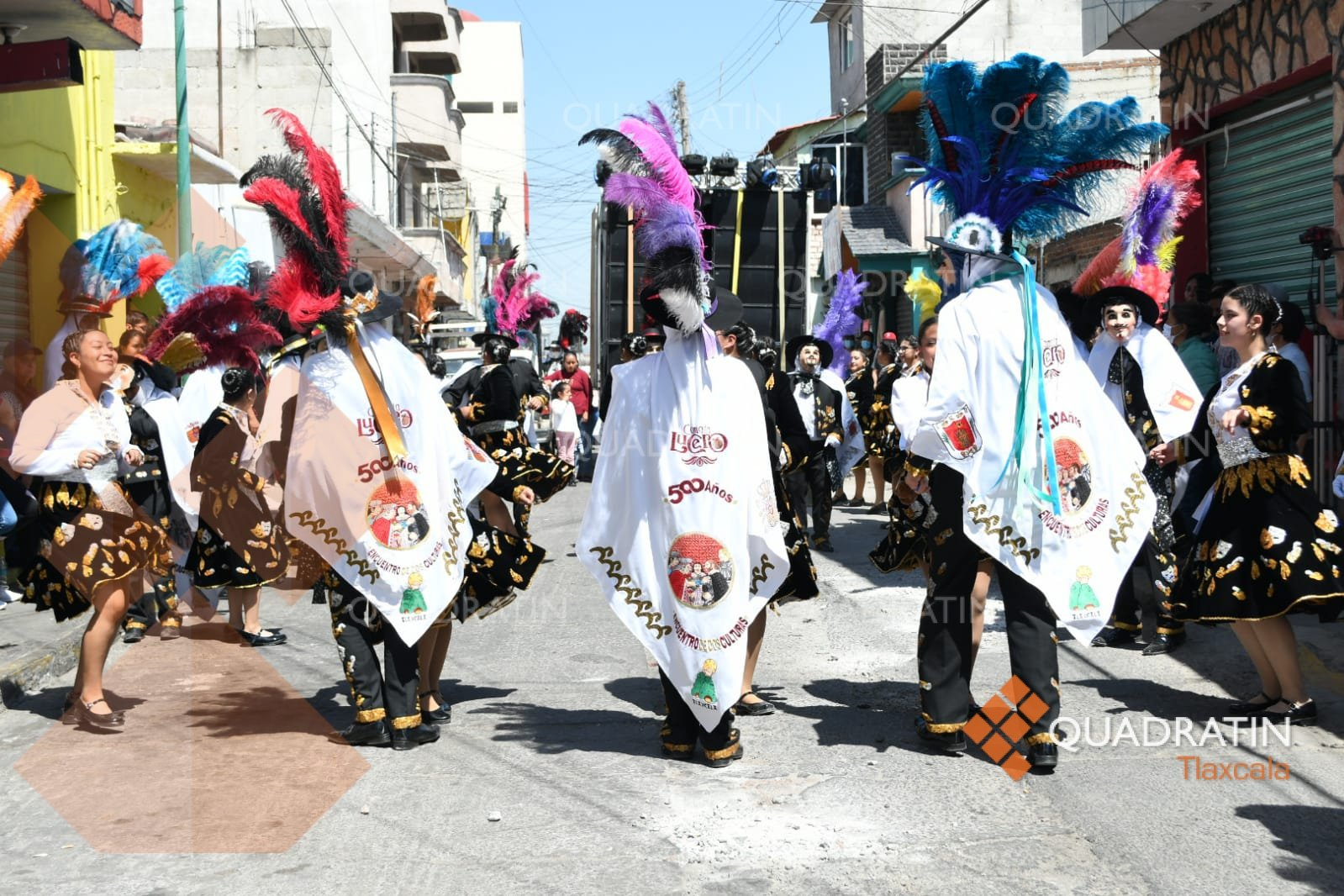
Huehues danzando en una calle de Santa Ana

El carnaval es una festividad realizada previamente a la Cuaresma entre los meses de febrero y marzo. El traje típico está formado por un saltillo en la cabeza llamado «Gazne», además consta de un sombrero con plumas de diferentes colores. Cada camada tiene su propia vestimenta. También se efectúa la representación del «ahorcado» realizada como apertura del carnaval, el cual trata de un desfile realizado por las principales calles de la ciudad, en tono satírico, donde se representan diferentes funcionarios y figuras públicas de la región. Esta celebración recibe cerca de 40 mil visitantes y una derrama económica aproximada de 5 millones de pesos.

### Semana Santa

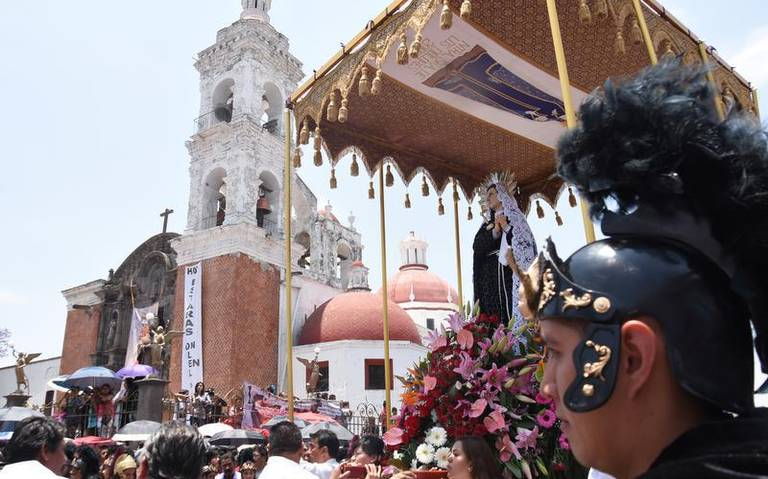
Procesión de la crucifixión de Jesús, caracterizada por su realismo

La Semana Santa en Chiautempan es una conmemoración cristiana declarada como Patrimonio Cultural e Inmaterial de Tlaxcala rememorada anualmente como motivo de la pasión, muerte y resurrección de Jesús de Nazaret, considerada una de las más grandes de México he importantes, después de Iztapalapa. La representación en Chiautempan es considerada una de las más grandes he importantes a nivel nacional destacando la procesión de las «Tres Caídas» en donde participa la comunidad y los 2 grupos de alabarderos llamados «Guardia Real de Padre Jesús del Convento» y «Primer Grupo de Alabarderos»; así como los diferentes grupos religiosos como la «Comunidad de las Tres Caídas», la Fiscalía y la Cofradía, el Cenáculo Infantil, la Orden Franciscana Seglar, la Orden de las Siervas de María acompañando a la imagen de Padre Jesús del Convento y la Virgen de los Dolores.
Además se distingue por la representación en vivo de las 3 escenificaciónes simultáneas de la pasión de Cristo representadas por los grupos como “Grupo Experimental Proyección Juvenil”, organización cultural “Nosotros por Tradición” y grupo “Jeshua”lo que la hacen única en su tipo en Tlaxcala y en todo México. Se estiman cada año acuden más de 100 mil personas. una celebración 
con raíces que se remontan en el siglo XVI cuando los frailes franciscanos iniciaron la evangelización en la región. Fue Fray Martín de Valencia quien sustituyó la veneración a una deidad prehispánica por la devoción a Santa Ana, madre de la Virgen María.
La procesión de Semana Santa en Chiautempan es la más antigua y las más larga: recorren más de 7.5 kilómetros durante más de ocho horas, y participan alrededor de 4.500 participantes de seis grupos diferentes.

### Navidad en Chiautempan

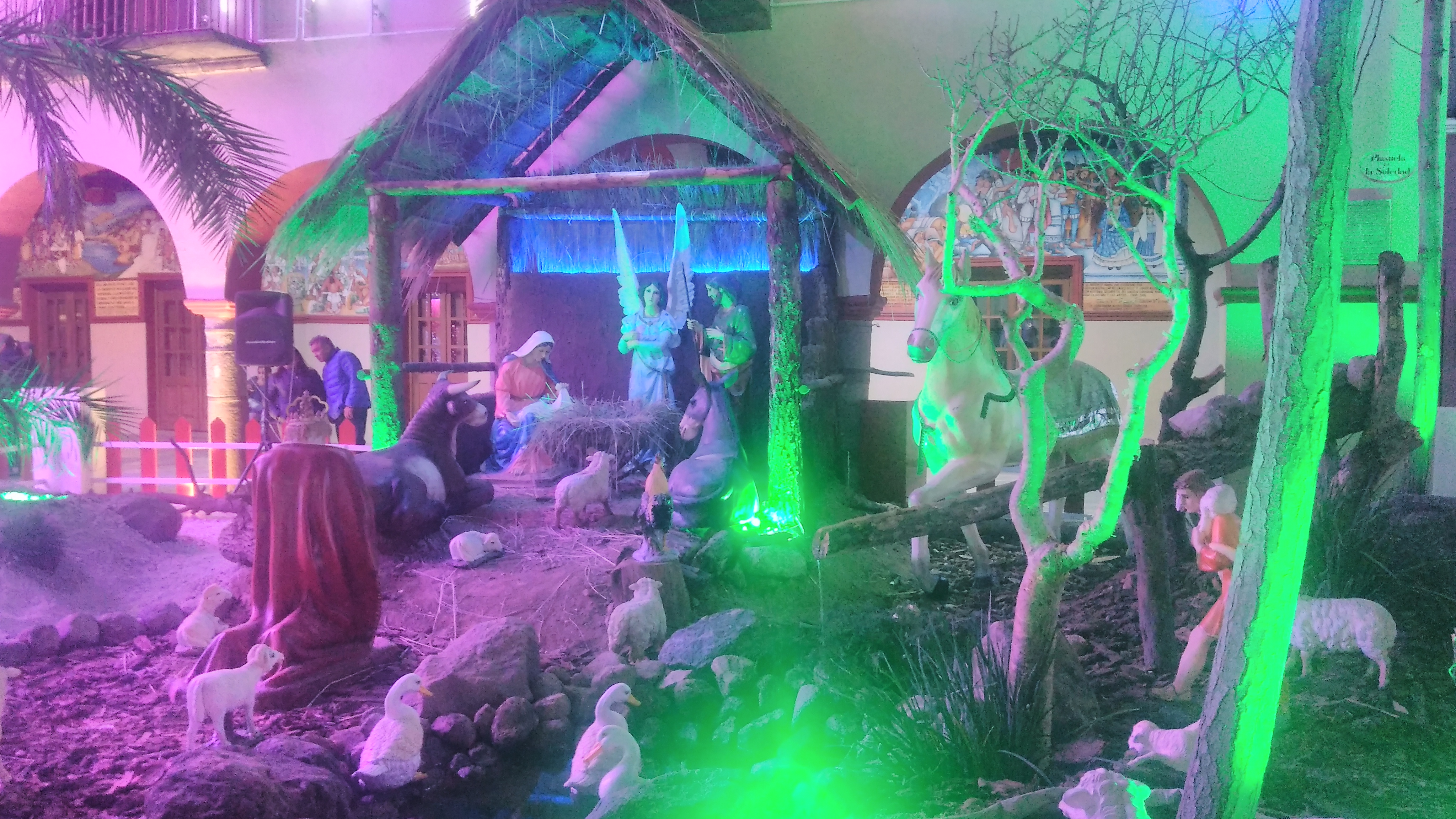

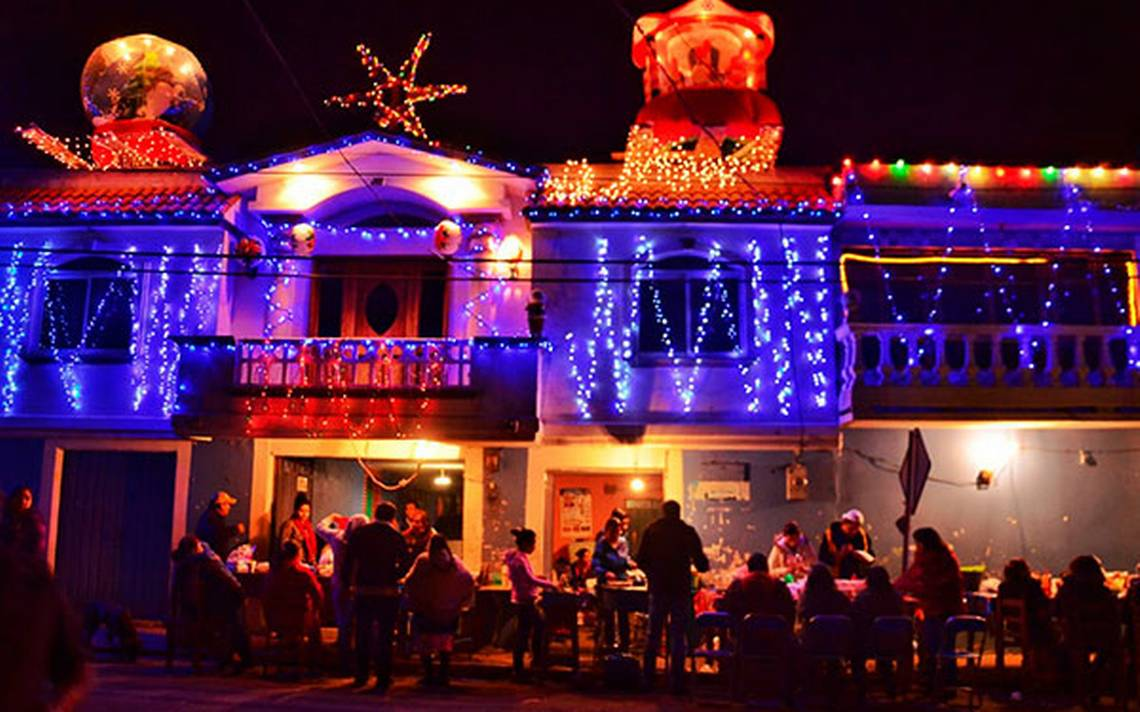
Casa adornada en Tlalcuapan

Las fiestas decembrinas prevalecen las costumbres de pedir posada con los misterios de José y María acompañados con cantos religiosos católicos tanto para las iglesias,capillas y en casas llegando al hermosos nacimientos y compartiendo el tradicional ponche, la colación y quiebra de piñatas.
La magia de la Navidad en Chiautempan con el magno desfile y el encendido de la Villa de Los Sueños, eventos organizados por autoridades municipales y el Grupo Providencia.
Como cada año cientos de familias abarrotaron las principales calles del municipio para disfrutar de los carros alegóricos adornados con cientos de luces, así como de los contingentes que desbordaron alegría, música, baile y el espectáculo de juegos pirotécnicos.
Además de la Navidad al pie de la gran montaña en la comunidad de San Pedro Tlalcuapan, en Chiautempan donde a lo largo de 8 kilómetros adornan con luces dentro y fuera de las casas con nacimientos, evento que se ofrece toda comida típica de la región. Las actividades concluyen el 6 de enero.

### Día de muertos
En el municipio todavía se preserva la tradición llevando a cabo el calendario de celebración de los difuntos, que establece la iglesia católica es: Día 28 de octubre dedicado a los muertos en accidente. Día 29 de octubre dedicado a los niños del limbo. Día 30 de octubre dedicado a los asesinados. Día 31 de octubre dedicado a todos los niños.
Como cada año, cientos de personas, adultos y niños, salen disfrazados a las calles, para pedir la tradicional "calaverita", los comerciantes reparten dulces, en las casas dan fruta, tamales y el tradicional pan de muerto, en las iglesias, capillas o parroquias comparten café, atole con tamales se preparan, para recibir a quienes van de puerta en puerta, en busca de alguna golosina o moneda.

## Gastronomía
En Santa Ana Chiautempan existe una gran variedad de alimentos dentro de los que destacan: el mole prieto de guajolote (tlilmolli), la barbacoa de carnero, barbacoa blanca de hoyo o en mixiote, los nopales, el guisado de haba, mueganos junto con las frutas en conservas como el capulín, tejocote, pera, durazno y calabaza, esto acompañado con la deliciosa bebida del pulque natural, el cual complementa la delicia de la gastronomía de este municipio.

### Dulces típicos
Existe una gran variedad como los mueganos de chiautempan, las pepitorias, las alegrías de amaranto, las palanquetas de cacahuate, churros y los tlaxcales.

## Música y danza
En el municipio de Chiautempan la danza de los vaqueros vasarios es parte esencial de los festejos de las fiestas patronales. Para la música, es fundamental la utilización de un trío de cuerdas; la voz principal la lleva un violín, mientras que el acompañamiento lo realizan una vihuela y un guitarrón; asimismo, en eventos políticos y religiosos, usan el teponaxtle y un tambor.
Los nombres de los sones están en concordancia con las características de la danza, así los nombres como "tres pasos", "cuatro brincos", "zapateando", "la raspa", entre otros, suenan fuertemente.

## Pueblo indígena, Pueblo originario
Chiautempan uno de los municipios donde aún existen habitantes de pueblos originarios o (indígenas) y hablantes de lengua náhuatl, que perseveran tradiciones y costumbres.
Asimismo, radican habitantes españoles.

## Personas destacadas

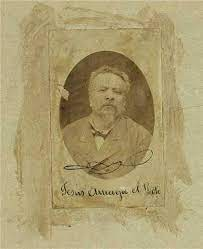
Jesús Arriaga "Chucho el Roto"

Entre los chiautempenses destacados se encuentran:
- Chucho el Roto (arquetípico héroe)
- José Manuel Saldaña (político)
- Agustín Arrieta (pintor costumbrista)
- Luis Munive y Escobar (primer obispo de Tlaxcala)
- Rafael Cuéllar (político y militar)

## Relaciones públicas
La ciudad de Chiautempan está hermanada con las siguientes ciudades alrededor del mundo:
- El Grullo, México (1966)[96]
- Indianápolis, Estados Unidos (2011)[97]